# Catherine Deneuve
Catherine Fabienne Dorléac, mais conhecida como Catherine Deneuve (Paris, 22 de outubro de 1943), é uma atriz francesa.
Considerada uma das maiores atrizes francesas da segunda metade do século XX, foi musa de diretores como Jacques Demy, François Truffaut e André Téchiné. Ela conta em sua filmografia vários outros grandes nomes da história do cinema, como Luis Buñuel, Roman Polanski, Mauro Bolognini, Robert Aldrich, Marco Ferreri, Dino Risi, Tony Scott, Manoel de Oliveira, Raoul Ruiz, Hirokazu Kore-eda e Lars von Trier.
Uma verdadeira atriz camaleoa, ela interpretou muitos papéis marcantes explorando diferentes gêneros, indo da comédia ao drama, do filme histórico ao musical, ou do thriller à fantasia. Entre os filmes mais famosos estão Les Parapluies de Cherbourg, Les Demoiselles de Rochefort, Belle de jour, Le Dernier Métro e Indochine. Indicada ao Oscar de Melhor Atriz, ela ganhou inúmeros prêmios, incluindo dois Prêmios César de Melhor Atriz e uma interpretação ou prêmio honorário nos três maiores festivais de cinema: Cannes,Veneza e Berlim.
Catherine Deneuve também foi uma das modelos do busto da Marianne, em 1985.

## Biografia

### Origem familiar e infância
O pai de Catherine Dorléac foi o ator Maurice Dorléac (1901-1979). Ele trabalhava em teatro e cinema, mas também como diretor de dublagem na Paramount Pictures. Sua mãe, Renée Simonot (1911-2021), cujo sobrenome verdadeiro Catherine usa, "Deneuve" (Simonot sendo apenas um nome artístico), foi uma ex-residente do teatro Odéon onde sua avó trabalhava.
Nascida na cité des Fleurs, no 17º arrondissement de Paris, Catherine Dorléac é a terceira das quatro filhas da família; suas três irmãs são Danielle (nascida em 27 de outubro de 1936, filha do ator Aimé Clariond), Françoise (nascida em 21 de março de 1942, falecida em 26 de junho de 1967 em um acidente de carro na rodovia Estérel-Côte d'Azur) e Sylvie (nascida 14 de dezembro de 1946), ambas atrizes. Ela cresceu no número 146 do boulevard Murat (16º arrondissement) e foi educada no bairro, na escola secundária Jean-de-La-Fontaine.

### Primeiros passos

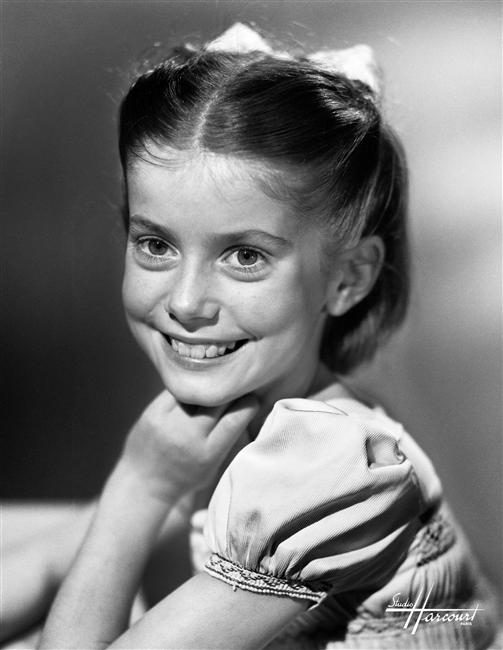
Com cerca de 9 anos, Catherine Dorléac posou para o Studio Harcourt em 1952.

Em sua infância, ela dublou como sua irmã Françoise em vozes infantis em filmes da Paramount.
Aos treze anos, Catherine Deneuve deu seus primeiros passos diante das câmeras com uma aparição na comédia dramática Les Collégiennes, filme de André Hunebelle lançado em 1957. Três anos depois, ela foi convencida por sua irmã Françoise Dorléac a tentar interpretar a filha mais nova no filme Les Portes Clank. Mesmo  quando o diretor Jacques Poitrenaud acaba contratando-a para o papel, ela não está convencida de que deseja seguir a carreira de atriz: "A minha irmã tinha feito o conservatório, fazia teatro e para mim era ela a atriz. Eu a acompanhei porque me diverti interpretando sua irmã em um filme, mas realmente não pensei em continuar. Não me atraía." Para não ser confundida com a irmã, ela opta por adotar o nome da mãe e passa a ser creditada nos créditos sob o nome de Deneuve, o que por vezes ficará para ela como um pesar: "Não há o que fazer, Deneuve nunca será meu nome. É o meu nome de atuação."
Em 1960, o ator Mel Ferrer, achando-a parecida com sua esposa Audrey Hepburn, a escalou para o drama L'Homme à femmes também com Danielle Darrieux. Sua participação no filme faz a jornalista France Roche dizer: "A revelação do filme é uma pessoinha requintada chamada Catherine Deneuve. Discreta, sem ser enfadonha, arrumada sem ser banal, ingênua sem ser boba, e bonita, tão bonita, sem parecer saber. Deve ser, dentro de três meses, a presa preferida dos diretores, cansados do estilo Saint-Germain-des-Prés."

### Anos 1960

#### Revelação
Em 1961 ela deu a resposta a Johnny Hallyday (com quem ela teria permanecido próxima, se é ela quem o cantor chamava de Lady Lucille), em um dos esquetes da comédia Les Parisiennes de Marc Allégret. No set, ela conheceu o diretor e roteirista Roger Vadim, quinze anos mais velho que ela. O caso deles começou em 1961 e terminou em 1964 e trouxe certa notoriedade a Catherine Deneuve, a qual,  no entanto, era vista mais como uma figura pública do que como atriz.
Em 1963, ano do nascimento de seu filho Christian Vadim, o diretor ofereceu-lhe seu primeiro papel importante sobre o tema Marquês de Sade e o nazismo em Le Vice et la Vertu.

#### Ícone da nova onda e ascensão graças aLes Parapluies de Cherbourg

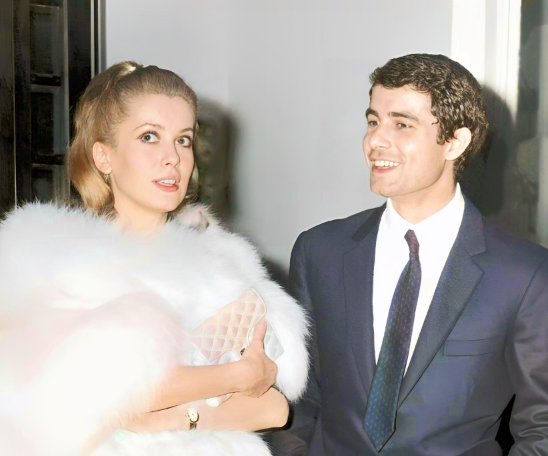
O filme Les Parapluies de Cherbourg com Nino Castelnuovo permite-lhe obter uma notoriedade internacional.

Catherine Deneuve foi escolhida, em 1961, por Jacques Demy para o papel principal em seu novo filme, Les Parapluies de Cherbourg. O filme só é feito dois anos depois, com a atriz grávida e, por isso, o diretor concorda em adiar a rodagem do filme. Ao contrário dos musicais tradicionais, o filme é inteiramente cantado. O desejo de Jacques Demy é torná-lo uma “ópera popular”.
Na música de Michel Legrand, Catherine Deneuve interpreta Geneviève, uma vendedora de guarda-chuvas que, sob a pressão de sua mãe, aceita se casar com um rico joalheiro mesmo estando apaixonada e grávida de Guy, um mecânico que foi lutar na Argélia. Apresentado no Festival de Cinema de Cannes de 1964, este conto poético e cruel recebeu uma recepção triunfante e foi premiado com a Palma de Ouro.
Gozou de imenso sucesso de crítica e público e lançou definitivamente a carreira de Catherine Deneuve: "Jacques Demy é o primeiro diretor que realmente olhou para mim e me viu. Algo me revelou, tranquilizou-me e confortou-me na ideia de que podia fazer algo em que não acreditava muito, não porque tivesse dúvidas, mas porque tinha uma dúvida muito mais profunda, na ideia de que se pode fazer algo especial, que você é único e que ele me fez sentir que eu era única e que ele me escolheu porque me achava diferente, e isso confortou minha timidez e meu orgulho."

Catherine Deneuve em 1964.

No set de Les Parapluies de Cherbourg, Catherine Deneuve conhece o jovem diretor franco-polonês Roman Polanski, que acabava de realizar seu primeiro longa-metragem, A Faca na Água. Embora "fascinada por este personagem incrível, com este olhar muito intenso, sempre em todos os lugares, incrivelmente viva", ela se recusa a interpretar na adaptação que ele escreveu de Naïves Hirondelles baseada em Roland Dubillard, considerando que era um papel idiota.
Quando ela começa a se arrepender de sua decisão, o cineasta lhe oferece um novo projeto baseado em um roteiro original que ele co-escreveu com Gérard Brach e que Catherine Deneuve acaba aceitando com entusiasmo. Em Repulsion, ela encarna uma jovem esquizofrênica cuja repugnância pela sexualidade leva ao assassinato. O diretor e sua atriz se aproximam durante as filmagens que acontecem em Londres. Para Roman Polanski, trabalhar com ela é “como dançar tango com um cavalheiro particularmente habilidoso”. Premiado com o Urso de Prata na Berlinale de 1965, o filme obteve sucesso de crítica e público. O New York Times considerou a performance de Catherine Deneuve "simplesmente esplêndida".
Repulsion permanece para a atriz uma "memória maravilhosa", graças em particular ao seu encontro com Polanski: "Tenho muito carinho por ele. Acho que é alguém que teve um destino extremamente trágico, que teve uma resiliência incrível para ter superado tudo isso... E não estou pensando só na morte da esposa dele, estou pensando em tudo, na morte dos seus pais, no gueto, o fato de ele ter sido proibido de ir ou trabalhar na América, de ter sido acusado de estupro, acho que é um destino muito sombrio. Mas ele superou tudo isso."

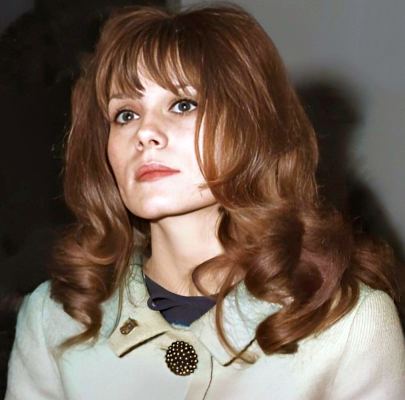
Sua irmã também atriz Françoise Dorléac em 1963, quatro anos antes de sua morte.

Catherine Deneuve então se destacou na comédia, com La Vie de château. Primeiro longa-metragem de Jean-Paul Rappeneau, trata-se da história de um casal a quem tudo se opõe durante a Segunda Guerra Mundial: Jérôme, um homem tranquilo e caseiro, e Marie, uma jovem transbordante de energia que, ultrapassada pela calma de seu marido, cai sob o feitiço de um combatente da resistência. O filme que marca o seu encontro com Philippe Noiret é um grande sucesso de público, atraindo mais de 1,7 milhão de espectadores.
Em 1967, a atriz se reuniu com Jacques Demy para um filme musical, Les Demoiselles de Rochefort, no qual interpretou o papel de sua irmã Françoise Dorléac e que reuniu um elenco internacional, incluindo Gene Kelly, George Chakiris e Danielle Darrieux. O filme conta a história de irmãs gêmeas, professoras de dança e música, que sonham em ir a Paris e aproveitam a oportunidade para isso quando uma trupe itinerante passa pela cidade. O filme é agora considerado uma obra-prima na história do cinema.
Assim como Les Parapluies de Cherbourg, o filme Les Demoiselles de Rochefort foi um grande sucesso ao estrear nos cinemas e permitiu a aproximação entre Catherine Deneuve e Françoise Dorléac:
"Tenho memórias extraordinárias desta filmagem, especialmente por causa de Françoise. Les Demoiselles contribuiu muito para nos aproximar fisicamente. Embora telefonássemos uma para a outra, vivíamos em mundos diferentes e, no final das contas, não passávamos tanto tempo juntas. O filme de Demy permitiu que nos encontrássemos. Além disso, já que somos gêmeas no filme, esse relacionamento ajudou a nos imergir na atmosfera de nossa adolescência."
 No entanto, o filme permanecerá por muito tempo uma memória infeliz para Catherine Deneuve devido à morte de Françoise Dorléac, que ocorreu logo após seu lançamento. No mesmo ano também estreou nos cinemas o filme Belle de jour, uma adaptação livre do romance homônimo de Joseph Kessel, confiado a Luis Buñuel pelos produtores Hakim que queriam vê-lo levado para a tela com Catherine Deneuve no papel principal. O realizador mostra-se seduzido pela jovem atriz de quem dirá: “o seu gênero pareceu-me adequado à personagem: muito bonita, reservada e estranha”.
O filme conta a história de uma tímida jovem burguesa, apaixonada pelo marido e aparentemente frígida, que decide, à força de devaneios sadomasoquistas, preencher sua ociosidade prostituindo-se. Naquela época, Catherine Deneuve costumava desempenhar papéis de mulheres jovens sujeitas a convenções sociais. Com Belle de jour, esta imagem cinematográfica de submissão à tradição com um erotismo por vezes violento mas nunca exibido, expressa as convulsões sociais em curso: “Quando Buñuel me ofereceu esse papel, aceitei sem hesitar, mas também era ousado na época e um pouco arriscado para mim. Eu tinha vinte e três anos; para todos, eu era a jovem romântica dos Parapluies de Cherbourg".

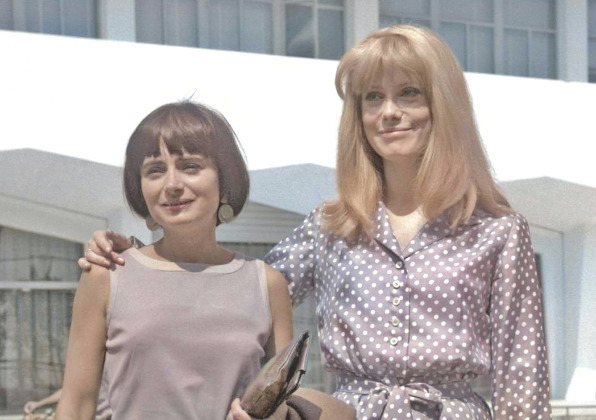
Catherine com a diretora Agnès Varda para apresentar Les Créatures no Festival de Cinema de Veneza em setembro de 1966.

Com Belle de jour, Catherine Deneuve personifica a fantasia da transgressão, respeitando cuidadosamente as convenções sociais. Ela forjou sua imagem e encontrou impacto junto ao público em um momento de transição entre classicismo e modernidade, tradição e emancipação. Se o encontro com o cineasta é um dos mais importantes de sua vida, a relação dos dois durante as filmagens acaba sendo tensa devido às personalidades opostas: "Foi uma filmagem muito difícil para mim, embora nunca tenha questionado a admiração que tinha pelo talento de Buñuel. Mas acho que ele queria fazer um filme muito mais audacioso no plano físico e fiquei com raiva. Acho que para o filme foi melhor. Não estou dizendo que eu estava certa, mas acredito que o fato de ter recusado as cenas de nudez que não estavam no roteiro serviu ao filme: a intensidade erótica aconteceu de outra forma, ela se deslocou."
Primeiro banido pela censura francesa e depois autorizado a preço de cortes, o filme Belle de jour atraiu mais de dois milhões de espectadores e ganhou o prêmio Leão de Ouro em Veneza. Ainda em 1967, no início das filmagens de seu novo filme, a comédia Benjamin ou les Mémoires d'un puceau, de Michel Deville, Catherine Deneuve teve que lidar com a morte de sua irmã Françoise, falecida em um acidente de carro, em 26 de junho de 1967, aos vinte e cinco anos. A perda de sua irmã representa para Catherine Deneuve "a lágrima mais importante da minha vida".

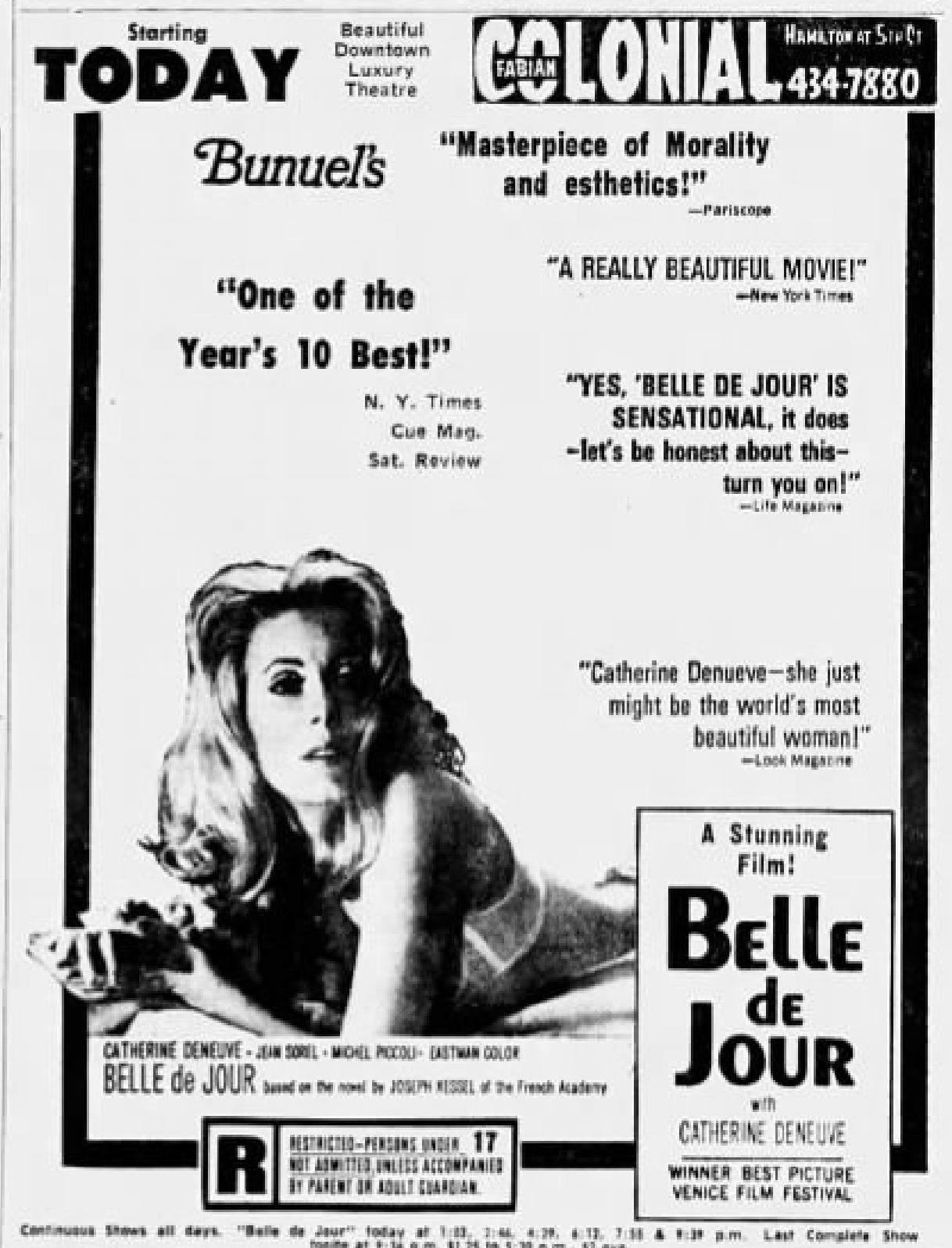
Pôster em inglês do filme Belle de jour.

No entanto, ela começou logo após a filmagem de Benjamin “em verdadeiro estado de anestesia, tomando muitos analgésicos sem dúvida. Eu realmente não sei como eu pude. De certa forma, devo ter sentido que o filme me ajudaria a sobreviver… Fiquei tão destruída, sofri tanto, que pelo menos ali, tive a impressão de que estaria cercada, que me compeliram a fazer coisas. Se não tivesse sido obrigado a levantar, falar, fazer certos gestos, não sei no que teria caído. Qualquer coisa era melhor do que permanecer sozinha”.
O filme seguinte, Manon 70 de Jean Aurel, uma adaptação contemporânea do romance Manon Lescaut, do abade Prévost, lançado em 1968, não foi, segundo ele próprio, um grande sucesso. No mesmo ano filmou La Chamade, adaptação do romance homônimo de Françoise Sagan, sob a direção de Alain Cavalier e no qual interpretou uma jovem venal que hesitava entre seu amante mundano, um rico industrial, e um jovem intelectual com quem ela começa um caso apaixonado. No set de Belle de jour, os irmãos Hakim ofereceram François Truffaut para produzir seu próximo filme com a condição de que ele estrelasse Catherine Deneuve.
Desde o primeiro encontro, o diretor foi imediatamente seduzido pela atriz e imediatamente a imaginou no papel principal da adaptação do romance Waltz into Darkness de William Irish que ele queria fazer:

“O que eu amo nela é seu mistério. Ela se presta admiravelmente a papéis que envolvem um segredo, uma vida dupla. Catherine Deneuve acrescenta ambiguidade a qualquer situação, a qualquer cenário, porque dá a impressão de esconder um grande número de pensamentos secretos que podem ser adivinhados no pano de fundo…”
Após disputas com os produtores, Truffaut comprou os direitos e embarcou na adaptação do romance por conta própria, que rebatizou de La Sirène du Mississipi.
A história é a de um amor apaixonado entre um rico industrial francês, interpretado por Jean-Paul Belmondo, e uma usurpadora, interpretado por Deneuve. O roteiro, cuja ação se passa entre a Ilha da Reunião, a Côte d'Azur e o departamento de Isère, é rodado em ordem cronológica, tendo o diretor se recusado a escrever os diálogos antecipadamente, como Catherine Deneuve explicou mais tarde: “Ele escreveu na noite anterior os diálogos para o dia seguinte; foi muito perigoso, ainda mais em uma filmagem tão longa, três meses… Às vezes tínhamos dificuldades, faltou retrospectiva, não podíamos discutir os diálogos mas, ao mesmo tempo, esse risco era fascinante.”
O filme foi lançado em 1969 e apesar de uma pontuação de mais de um milhão de admissões, foi mal recebido por um público que sem dúvida ficou desapontado por não encontrar a imagem de um herói positivo e casual que tanto fizera pelo sucesso de Belmondo no cinema.

#### Incursão em Hollywood comMayerling

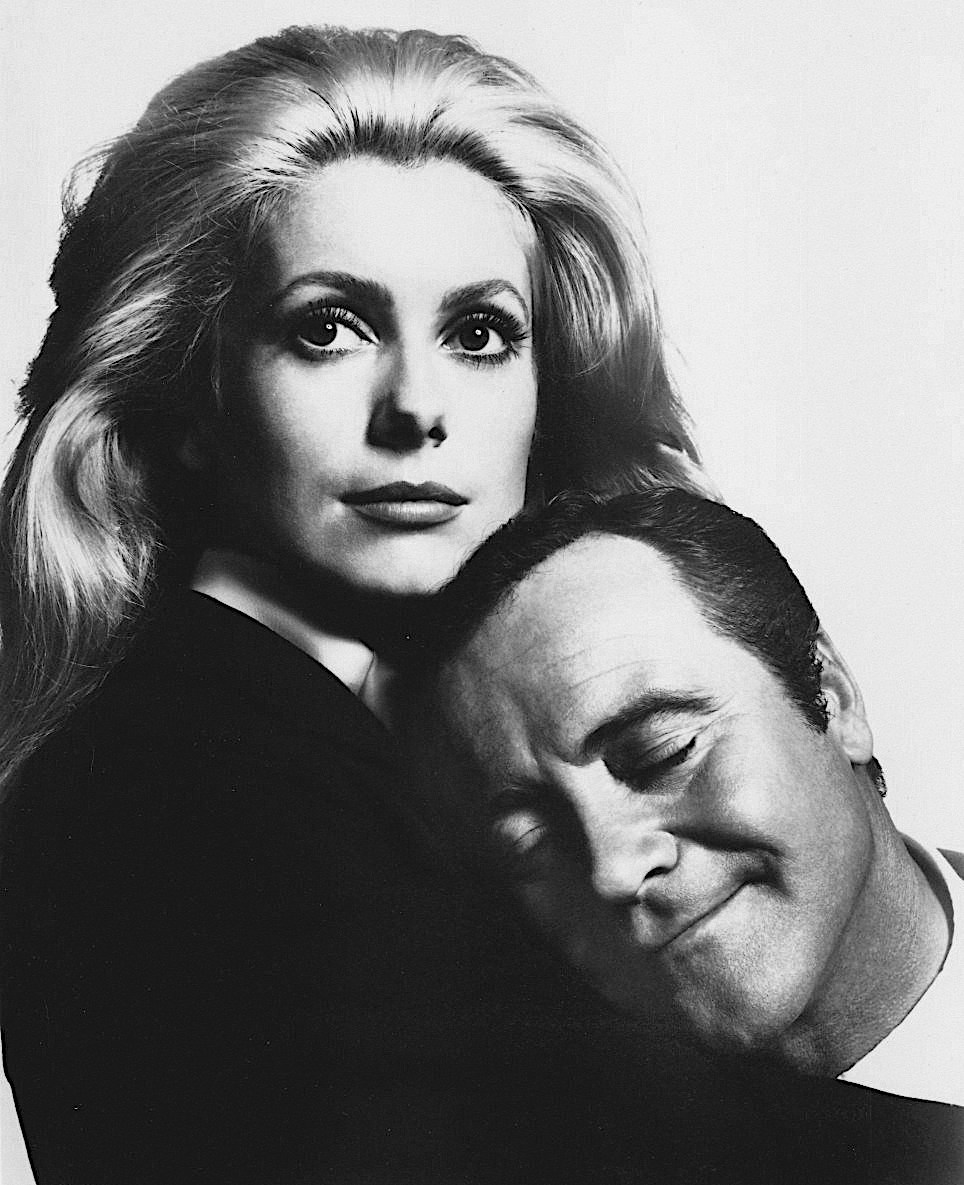
Catherine Deneuve e Jack Lemmon em The April Fools em 1969.

Naquela época, a atriz era vista como "a estrela mais brilhante do cinema francês". A revista Cinémonde chama sua presença na tela de "ao mesmo tempo encantadora e poética, mas pode ser nítida e agressiva. Ela é romântica e ácida, voluptuosa e pura. Frígida, aparentemente, e cruel a sangue frio quando um personagem o exige. Em sua maneira de se comportar nos filmes, ela guarda uma autonomia, uma distância singular e fascinante que já não pensávamos ser possível: aquela de Greta Garbo”. Tal como esta última, Catherine Deneuve esforça-se por preservar a sua vida privada, o que lhe permite, segundo a revista Paris Match, aumentar "o mistério que emerge da estrela e reforçar o seu estatuto e a sua aura".
A atriz então começou a despertar o entusiasmo dos estúdios americanos. Ela participa de uma superprodução com elenco internacional, Mayerling de Terence Young, que traça a trágica história de amor do arquiduque Rudolf da Áustria e sua amante Marie Vetsera. Depois de Brigitte Bardot e Jeanne Moreau, a atriz é a única estrela francesa a estampar a capa da Newsweek e também da Look, que a proclama "a mulher mais bonita do mundo". Ela foi então contratada em Hollywood para atuar na comédia The April Fools, ao lado de Jack Lemmon. Sendo essas duas experiências pouco convincentes para a imprensa ou para si mesma, Catherine Deneuve se distancia do cinema americano e se recusa em particular a interpretar uma Bond girl em On Her Majesty's Secret Service. Ela concorda no entanto em filmar sob a direção de Alfred Hitchcock em um filme de espionagem, The Short Night, mas, o projeto repetidamente adiado, não verá a luz do dia e continuará sendo um dos maiores arrependimentos da atriz.

### Anos 1970

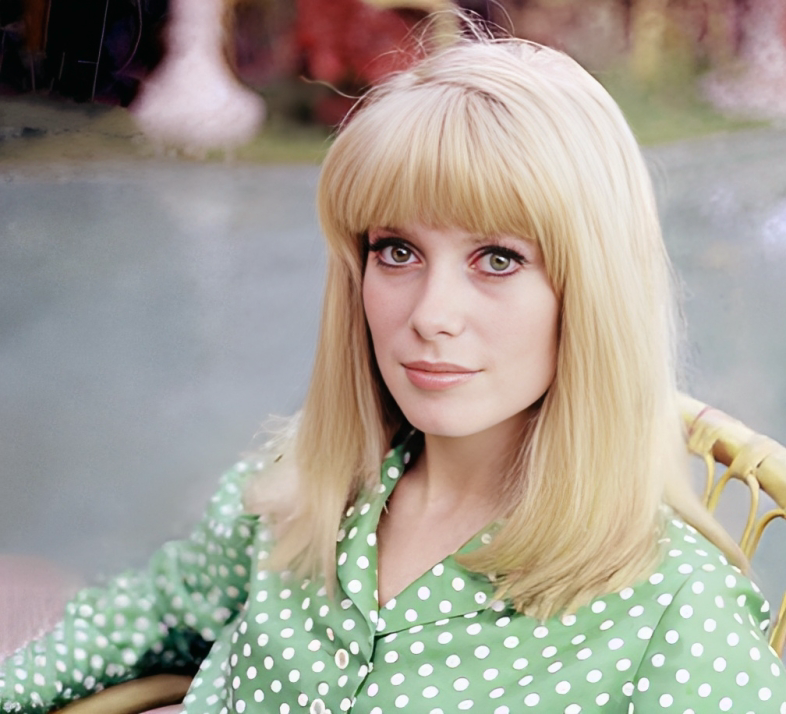
Catherine posando com uma franja em Veneza, 1966.

#### Reencontro com Luis Buñuel e Jacques Demy
Sua ascensão na década de 1960 fez dela, no alvorecer da nova década, uma das estrelas francesas mais famosas, tanto nacional quanto internacionalmente. Em 1970, ela confirmou sua legitimidade como atriz com o drama Tristana de Luis Buñuel, que evoca a história de uma jovem acolhida por um notável de Toledo e que acaba amargurada, doente e com uma perna amputada. Apesar das difíceis filmagens de Belle de jour, Catherine Deneuve se deixou seduzir pelo roteiro e voltou a trabalhar com o diretor, que lhe parecia importante. No mesmo ano, Catherine Deneuve fez um novo filme musical sob a direção de Jacques Demy, Peau d'âne. Inspirado no conto homônimo de Charles Perrault, o filme retoma o enredo tradicional do conto: uma princesa forçada a se casar com seu pai foge de seu reino se escondendo sob a pele de um burro. Despertando hostilidade com seu disfarce, ela consegue manter seu segredo até seu encontro casual com o príncipe de um castelo próximo. A experiência acaba por ser mais feliz do que a anterior:
"Tristana é uma das minhas grandes recordações. A filmagem correu muito bem. Buñuel havia voltado para a Espanha e fui atraído pelo mistério dessa personagem feminina, seu comportamento, seus impulsos. A diferença entre o cinema e o romance é que você pode dizer coisas com palavras e expressar outras, enquanto brinca. Em Tristana, havia a ideia de mentiras e o desvio de palavras. Os atores reagem melhor quando são questionados sobre o que corresponde à sua natureza profunda. Isso é o que me interessa no cinema."
O filme ocupa um lugar especial na carreira de Catherine Deneuve:

"Como outras meninas, eu adorava histórias de fadas e bruxas, reis e princesas, pérolas e sapos. Ao ler o roteiro de Peau d'âne, reencontrei as emoções das leituras de minha infância, a mesma simplicidade, o mesmo humor e, por que não dizer, uma certa crueldade que geralmente brota sob a neve silenciosa dos mais mágico contos."

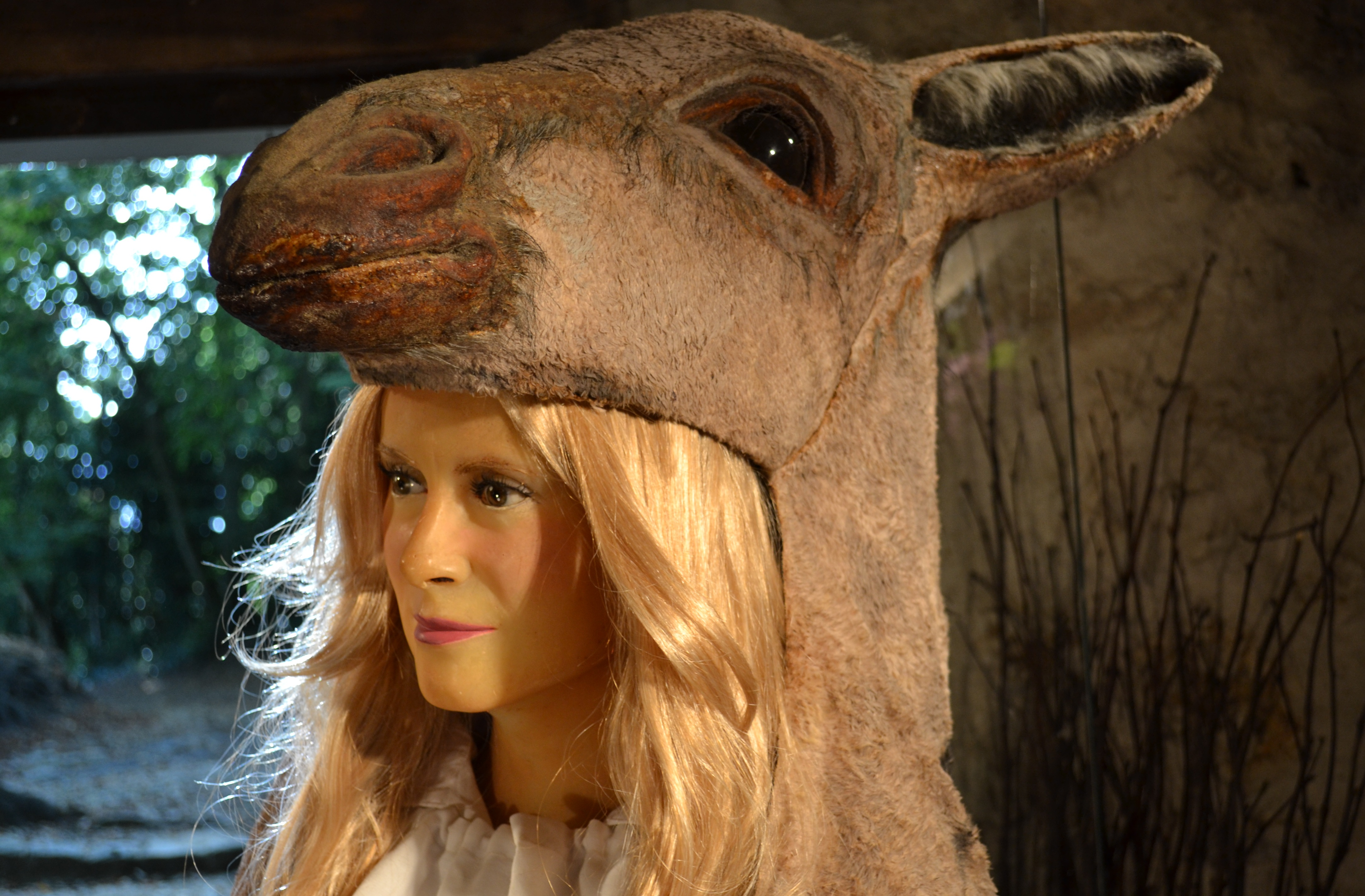
Figura de cera representando a atriz Catherine Deneuve no seu papel em Peau d'âne no Château de Breteuil, na França.

Considerado um filme cult pela ousadia de seus temas e seu viés visual, além de sua música de Michel Legrand, Peau d'âne é um dos maiores sucessos populares do diretor e de sua atriz, com mais de dois milhões de admissões. Também em 1970, Catherine Deneuve foi convidada por Nadine Trintignant para atuar em seu novo filme, Ça n'arrive qu'aux autres, inspirada pela tragédia que havia vivido alguns meses antes, con a morte de sua filha de nove meses. Para contracenar com ela, a atriz sugere o ator italiano Marcello Mastroianni, que Roman Polanski acaba de lhe apresentar. Ela se torna sua companheira durante as filmagens. Definido por alguns críticos como "um filme para mulheres", alguns criticam Nadine Trintignant por ter feito um filme "indecente". Catherine Deneuve defende então publicamente o realizador e o filme, ao qual é muito apegada: "Há muitos diretores que falam sobre coisas muito pessoais e às vezes muito indecentes e nós não dizemos nada. Nadine não está dizendo nada indecente, ela está dizendo algo muito cruel, a coisa mais injusta que pode acontecer".
Nessa época, o cinema francês passava por um período ideologicamente turbulento, os espectadores tornaram-se pouco receptivos aos valores burgueses, tanto às instituições quanto às estrelas. No entanto, desde o filme Belle de jour, a imagem de Catherine Deneuve é "fundamentalmente conservadora, o que explica o insucesso dos seus filmes na década de 1970, na medida em que ela estava em desacordo com o cinema francês mais político e predominantemente naturalista da época". De fato, o cinema de autor francês está se tornando um cinema comprometido que tenta expressar as convulsões após o Maio de 68.

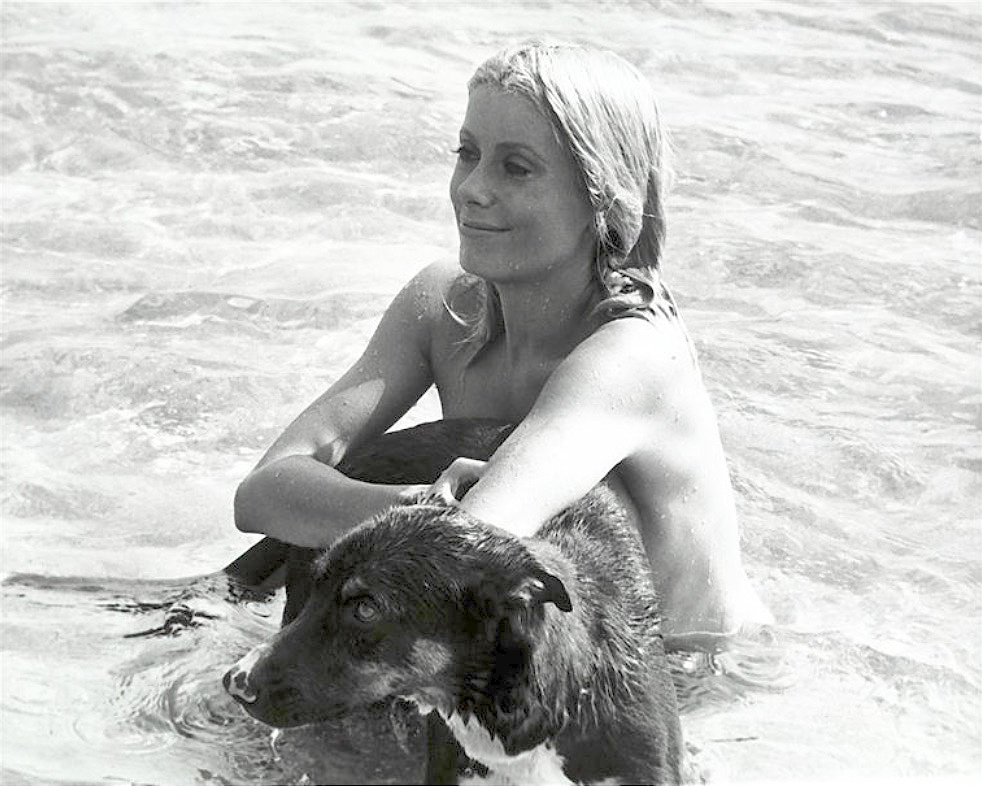
A atriz na Itália, durante as filmagens do filme Liza de Marco Ferreri, no verão de 1972.

Para se afastar da imagem de mulher sofisticada e fria que transmite, a atriz recorre às coproduções franco-espanholas e franco-italianas, facilitadas por seu relacionamento com Marcello Mastroianni. Ao lado deste último, ela filma Liza sob a direção de Marco Ferreri. Seu papel é o de uma mulher da sociedade à deriva que, após encalhar voluntariamente em uma ilhota distante da civilização, torna-se submissa ao amante, mata o cachorro deste antes de tomar seu lugar, adotando seu comportamento e renunciando a toda dignidade. Se a atuação dos atores é considerada notável pela crítica, esta é bastante hostil ao filme em geral, que não encontra o favor do público quando é lançado em 1971.
No ano seguinte, então grávida de sua filha Chiara Mastroianni, Catherine Deneuve concordou em desempenhar um papel coadjuvante no filme policial Un flic de Jean-Pierre Melville. O objetivo do diretor e da atriz é sobretudo se conhecer antes de um próximo filme que pretendem fazer juntos, a adaptação de um romance americano de série noir, mas a morte de Melville ocorrida em 1973 impede sua realização. Catherine Deneuve fica então entusiasmada com uma proposta de Claude Sautet para atuar no seu filme César et Rosalie mas, por motivos alheios à sua vontade, "um problema estúpido entre agentes", o diretor acaba por contratar Romy Schneider, com quem fará vários filmes. A quarta e última colaboração com Jacques Demy, L'Événement le plus important depuis que l'homme a marché sur la Lune, conta a história de um homem interpretado por Marcello Mastroianni que fica grávida de sua esposa. Desde o início, Catherine Deneuve teve reservas quanto ao roteiro e ao resultado final, que para ela foi uma decepção:
"A graça não estava lá. Por diversas vezes na minha carreira, também trabalhei em projetos que imaginei, sem poder ser mais precisa, não estavam no ponto. E às vezes até, eu não conseguia superar esse sentimento. Além disso, também é preciso levar em conta meus próprios limites: às vezes tenho medo de decepcionar. E isso me paralisa. Eu faço parte do tipo de ator que você tem que empurrar. Costumo fazer menos do que demais. Em L'Événement, quando o vejo novamente, fico irritada. Adotei ali um tom que sem dúvida era o exigido pelo roteiro. Mas acho que não funciona bem. E é em parte minha culpa.
Após o fracasso comercial do filme, Jacques Demy quis dirigir Une chambre en ville, um novo projeto inteiramente cantado tal como Les Parapluies de Cherbourg. Ele, no entanto, se depara com a recusa de Catherine Deneuve que, como Gérard Depardieu considerado seu parceiro, quer cantar ela mesma e não mais ser dublada como em filmes musicais anteriores: "Certa ou errada, senti que minha voz fazia parte da minha integridade como artista".
Em 1974, a atriz se reuniu com Marco Ferreri para Touche pas à la femme blanche!, uma transposição maluca da Batalha de Little Big Horn no distrito parisiense de Les Halles, então em grande reestruturação. Ela novamente contracena com Marcello Mastroianni, antes de separar-se do ator. Depois vem o filme La Femme aux bottes rouges de Juan Luis Buñuel, que acompanha as estranhas aventuras de um bilionário amante da arte e uma jovem escritora com poderes misteriosos e sobrenaturais. O fracasso continuou em 1975 com Zig-Zig, onde atuou ao lado de Bernadette Lafont. A filmagem foi uma das mais caóticas de sua carreira, com o diretor Laszlo Szabo constantemente bêbado no set:

"Acho que nunca fui tão atacada quanto por Zig Zig. Fui totalmente rejeitada como prostituta e acredito que meu personagem desagradou profundamente o público. E, claro, o fato de eu ser produtora, essa forma de querer liderar ao mesmo tempo, eles não estavam prontos para me perdoar por isso. Porque não devemos exagerar, Zig Zig não é o pior filme que fiz. Não tenho certeza se é o melhor, mas certamente não é o pior. Dito isso, acho que é um filme inusitado e até poético. E esse fracasso comercial não me impedirá de refazer filmes com diretores jovens, mesmo desconhecidos, se o assunto me interessar."
Seguem-se dois outros filmes que também não impressionam, La Grande Bourgeoise de Mauro Bolognini, depois L'Agression de Gérard Pirès onde ela se opõe a Jean-Louis Trintignant.

#### Comédia
O ano de 1975 permitiu que Catherine Deneuve se reencontrasse com o sucesso popular graças à comédia Le Sauvage de Jean-Paul Rappeneau, na qual teve Yves Montand como parceiro. Ambientado na Venezuela contemporânea, o filme conta a história de uma mulher que, logo após se casar, acha o marido intrusivo e o abandona abruptamente, antes de irromper na vida de um perfumista misantrópico aposentado em uma ilha. A filmagem continua sendo uma das maiores lembranças de Catherine Deneuve:

"É o júbilo absoluto de se descobrir uma "emmerdeuse" [criadora de problemas]. Tive a impressão de que Yves Montand fazia de meu amante tanto quanto de todos aqueles irmãos que a gente sonha em ter e com quem nunca pára de brigar. Que alegria ser menina nesses casos!"
Le Sauvage, hoje considerado uma das melhores comédias do cinema francês, teve grande sucesso comercial e de crítica e revelou o verdadeiro potencial cômico da atriz, até então subestimado. O diretor usa a impressionante velocidade de fala da atriz como elemento rítmico, essencial para seu filme, que também é um dos poucos em que ela aceita atuar nua.

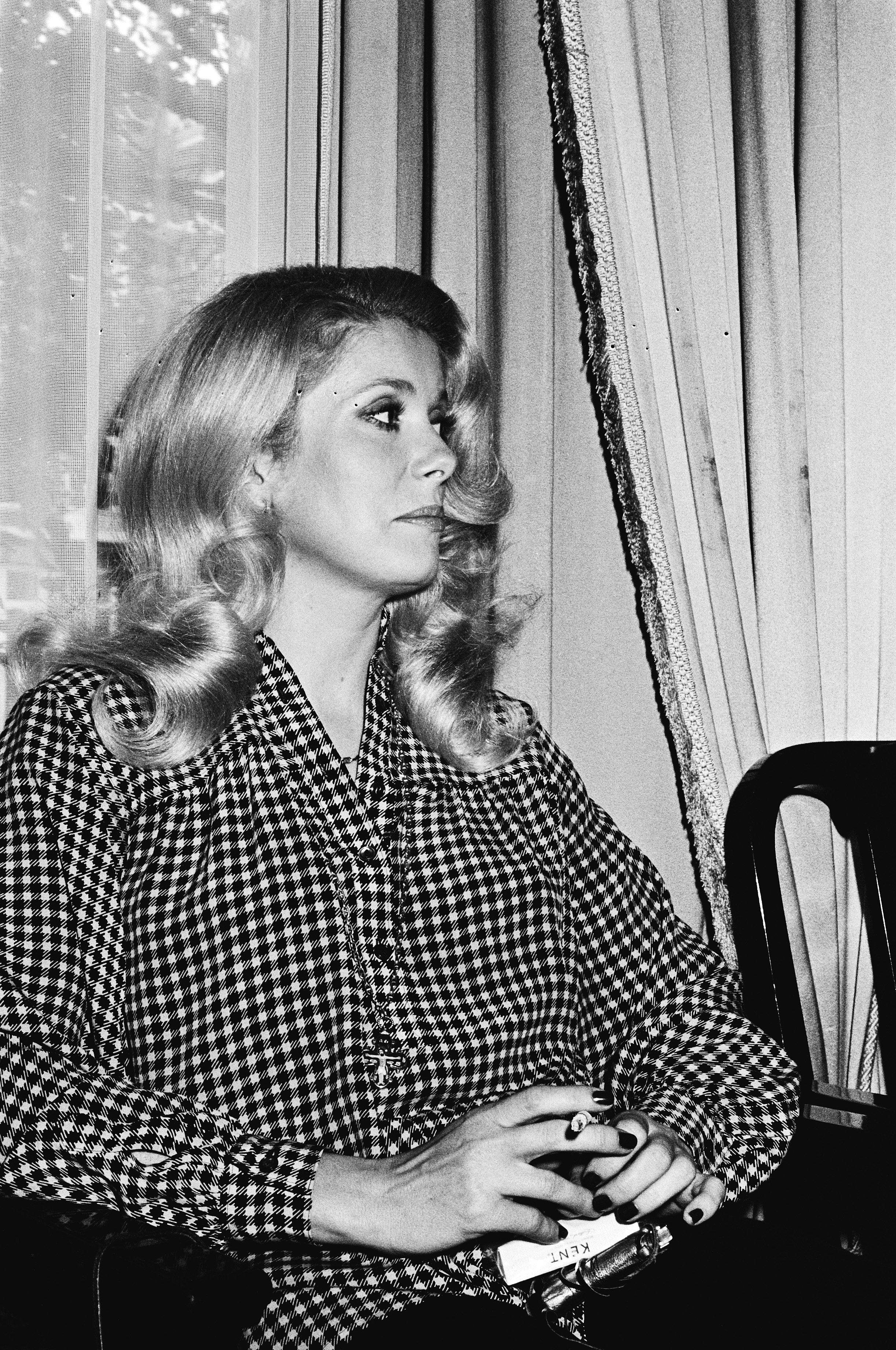
Catherine Deneuve fumando em 1979.

No ano seguinte, Catherine Deneuve tentou uma nova experiência em Hollywood com o filme noir de Robert Aldrich, Hustle, também estrelado por Burt Reynolds, mas ainda estava desinteressada na possibilidade de uma carreira americana. Ainda em 1976, a atriz foi tentada pelo drama Si c'était à refaire para poder trabalhar com Claude Lelouch, conhecido por sua "tremenda" direção de atores, mas de quem diria mais tarde: "Ele queria um pouco quebrar minha imagem. Esse é o problema, todos querem destruir a sua imagem”.
Em 1977, a atriz vira-se então para o filme de aventura inglês March or Die, que continua a ser uma das suas piores memórias, nomeadamente devido à sua relação conflituosa com o diretor Dick Richards e ao comportamento "desagradável" do ator americano Gene Hackman, cujo reputação difícil é incomparável. No mesmo ano, Catherine Deneuve começou a filmar Coup de foudre de Robert Enrico, com Philippe Noiret, mas o filme, diante de inúmeras dificuldades financeiras, teve que ser abandonado. Como ela própria confessa, “frustrada, agredida, vitimada” por este acontecimento, Catherine Deneuve ficou muito tempo sem filmar, pouco convencida dos projetos que lhe eram apresentados e que considerava desinteressantes.
Ela voltou aos palcos um ano depois com L'Argent des autres de Christian de Chalonge, onde dividiu o palco com Jean-Louis Trintignant, Claude Brasseur e Michel Serrault. Ela então aceita a proposta do diretor argentino Hugo Santiago para assumir o papel principal de seu filme noir Écoute voir, seduzida pela ideia de poder interpretar uma detetive particular, contratada por um jovem castelão e estudioso emérito para investigar indivíduos misteriosos, membros de uma seita estranha. Apesar de emocionada com o roteiro, a atriz considera o filme um "fracasso", mas não o vê com pesar e até considera que lhe permitiu enriquecer sua experiência.
O próximo filme, Ils sont grands, ces petits, que para ela é "uma verdadeira comédia como há muito não fazia", conta a história de uma irmã e seu irmão, interpretado por Claude Brasseur, que tentam frustrar os planos de um incorporador imobiliário para salvar sua propriedade. Em 1979, ela se reuniu com Claude Lelouch para o drama À nous deux, no qual teve Jacques Dutronc e Jacques Villeret como parceiros, antes de rodar uma nova comédia, Courage fuyons de Yves Robert.

### Anos 1980

#### Reconhecimento da crítica e primeiro César

Gérard Depardieu e Catherine Deneuve no cartaz do filme Le dernier métro, 1980.

Catherine Deneuve inaugura a nova década com um dos maiores sucessos de sua carreira, Le dernier métro de François Truffaut. A trama segue a equipe de um teatro que, sob a ocupação, tenta encenar uma peça, enquanto o diretor - um judeu - permanece escondido no porão sem que ninguém saiba. Doze anos depois de sua primeira colaboração, o diretor compõe uma personagem oposta a de La Sirène du Mississipi, fria e venenosa:

“Truffaut descobriu que meu físico me serviu muito. Ele pensou que poderia ser um fardo e uma inconveniência. Ele queria me dar um papel maduro, o papel de uma mulher ativa, abrupta, viril, uma mulher que tem que tomar uma decisão, uma mulher um tanto brutal."
No entanto, a personagem encarnada pela atriz volta a se chamar Marion, como em La Sirène e o diretor chega a usar uma das falas desta última, frases que são declarações à atriz: "Você é linda, tão linda que olhar para você é um sofrimento. – Ontem você disse que foi uma alegria! – É uma alegria e um sofrimento."
O filme marca também a primeira colaboração entre Catherine Deneuve e Gérard Depardieu, sendo este último, segundo a própria atriz, o seu parceiro preferido:

“Há algo tão harmonioso em Gérard que era impossível não se sentir bem filmando com ele. Ele é alguém que traz muito para o set, independentemente do que ele traz para a tela. Ele é realmente um dos atores que mais me surpreendeu. Ele pode fazer qualquer coisa, isso é sempre evidente…”

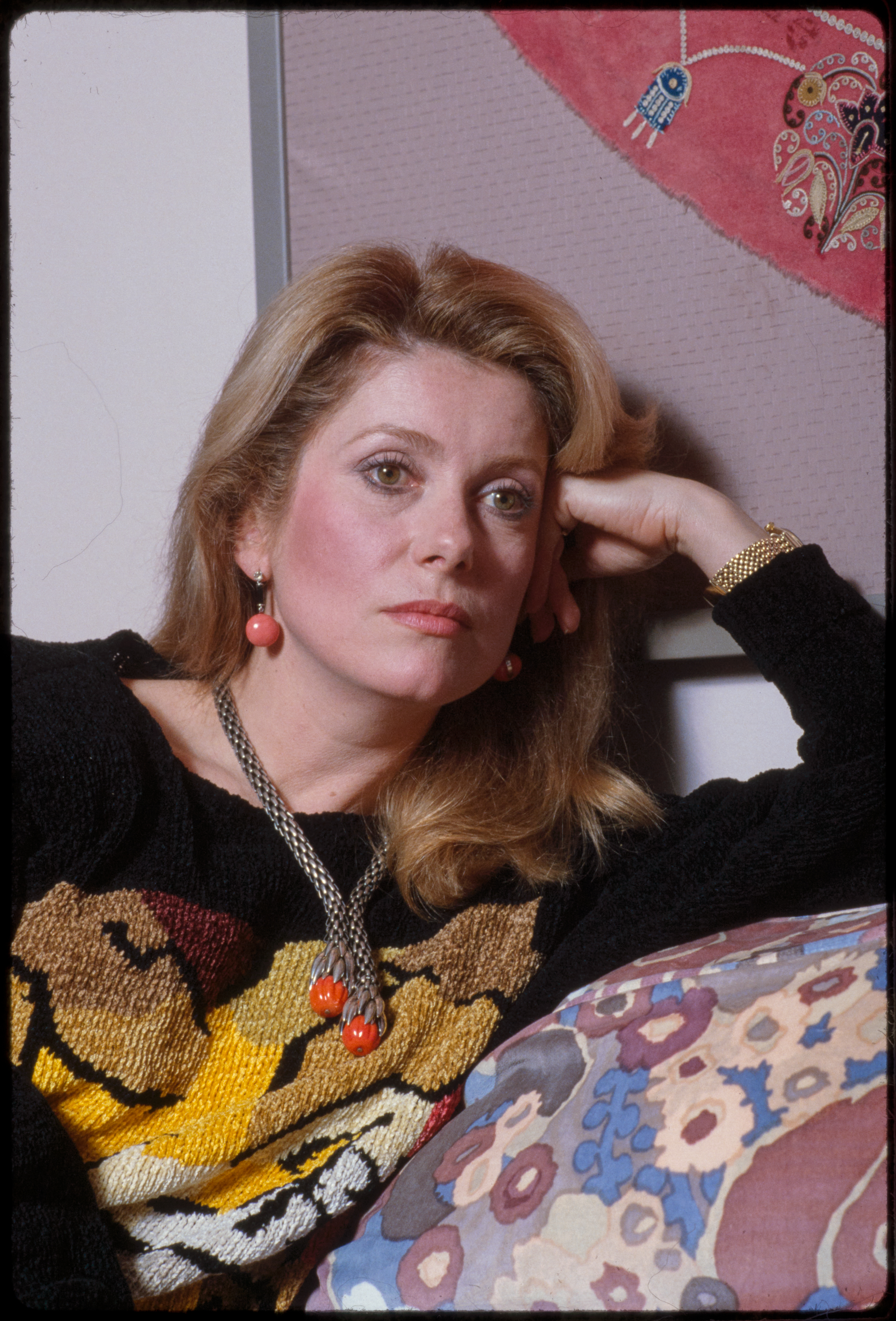
Catherine Deneuve se reclina para uma sessão de fotos da Newsweek, abril de 1983.

A admiração mútua faz com que Depardieu diga: “Catherine é o homem que eu gostaria de ser”, e Deneuve responda: “Gérard é a mulher que eu gostaria de ser”. Le dernier métro recebe uma recepção triunfante quando é lançado, com mais de três milhões de espectadores, e coleciona dez Césares, incluindo o de melhor atriz para Catherine Deneuve. O filme volta a fazer dela uma aposta segura no cinema francês e que, segundo a imprensa, destaca-se como “a estrela dos recordes de beleza, eficiência, raridade, discrição, duração”.
Ainda em 1980, Catherine Deneuve desempenhou o papel principal na comédia dramática Je vous aime de Claude Berri, onde contracenou com Serge Gainsbourg com quem cantou o título Dieu fumeur de havanes, bem como Gérard Depardieu, Jean-Louis Trintignant e Alain Souchon. No ano seguinte, ela estrelou o filme policial de Alain Corneau, Le Choix desarmes, ao lado de Yves Montand e Gérard Depardieu. Naquela época, ela pensou em encerrar a carreira de atriz para se dedicar à produção.
Por fim, chega o encontro com o diretor André Téchiné, com quem fará oito filmes. O primeiro deles é o drama psicológico Hôtel des Amériques, onde ela contracenou com Patrick Dewaere em um roteiro que aborda os temas do encontro, amor apaixonado, mas também destino e solidão. Se a atriz consegue surpreender no papel de vítima romântica, o filme não obtém o sucesso esperado: “Fiquei muito triste, mas não muito surpresa com o fracasso de Hôtel des Amériques. O filme era muito bonito, mas tão pessimista, tão perturbador, que dava para entender a rejeição do público”. O filme seguinte, o thriller Le Choc, que a opõe a Alain Delon, revela-se uma experiência decepcionante. Devido às dificuldades de relacionamento entre a atriz e seu diretor Robin Davis, é Delon quem dirige as cenas em que sua co-atriz aparece.
Em 1983, Catherine Deneuve atuou na comédia de aventura L'Africain de Philippe de Broca, com Philippe Noiret, com quem ela havia contracenado em La Vie de château (1966). Ela interpreta uma agente de viagens parisiense que, enquanto deseja montar um clube de férias na região dos Grandes Lagos Africanos, encontra seu ex-marido que apenas aspira fugir do mundo civilizado e dessa ex-esposa excessivamente intrusiva. L'Africain desfruta de algum sucesso com pouco mais de 1,7 milhão de admissões.

#### Uma atriz camaleoa

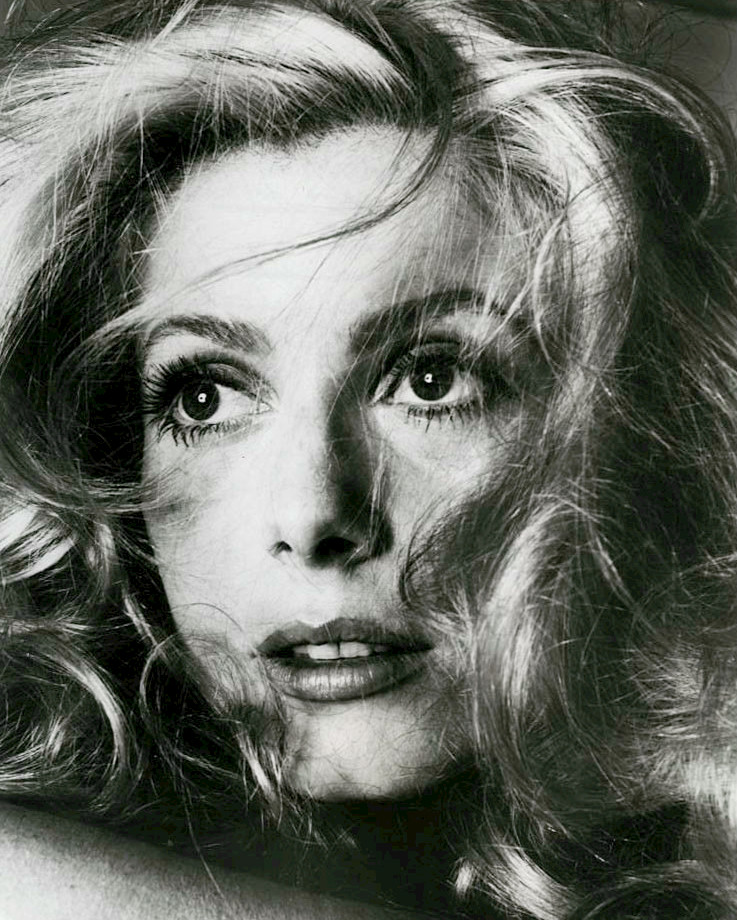
Catherine Deneuve em 1969.

No mesmo ano, estreou nos cinemas o fantástico filme Fome de Viver, primeiro longa-metragem do inglês Tony Scott, no qual contracenou com David Bowie e Susan Sarandon. Conta o drama existencial da bela e elegante Miriam Blaylock, vampira de profissão, condenada à vida eterna. Misturando os temas do vampirismo, amor sáfico e sacrificial, sedução e repulsão, Fome de Viver, embora mal recebido em seu lançamento pela crítica e pelo público, tornou-se gradualmente um filme cult, em particular graças a uma cena de amor entre Susan Sarandon e Catherine Deneuve, o que permite que esta última se torne um ícone para gays e lésbicas.
Em 1984, Catherine Deneuve interpretou a ex-amante de um presidente da República em Le Bon Plaisir de Francis Girod, também estrelado por Michel Serrault e Jean-Louis Trintignant. O filme evoca, dez anos antes do fato ser oficialmente revelado, por um processo roman à clef, a existência da filha escondida - Mazarine Pingeot - do então presidente, François Mitterrand. No mesmo ano, Catherine Deneuve aceita fazer um pequeno papel em Fort Saganne de Alain Corneau, em um triângulo amoroso com Gérard Depardieu e Sophie Marceau, sendo o roteiro um dos mais belos que ela já havia lido. Ainda em 1984, a atriz deixou-se seduzir por um papel, originalmente destinado a outra atriz, que lhe foi oferecido pelo diretor Élie Chouraqui na sua comédia dramática Paroles et Musiques, o de uma personagem que traduz "a sorte de todas as mulheres que se encontram sozinhas com crianças e que desejam manter a harmonia, proteger a todos, enfrentar e permanecer vibrantes. Mulheres que querem amizade, amor... amor total." O filme, no entanto, acaba sendo uma decepção para Catherine Deneuve quando ela descobre o resultado final. Com efeito, o diretor, seduzido pela cumplicidade da dupla formada por Christophe Lambert e Richard Anconina durante as filmagens, decide orientar o seu filme de forma diferente, sendo que o cenário original era mais centrado na personagem de Catherine.
A imagem pública de Catherine Deneuve durante esta década também é marcada por sua encarnação como Marianne. Em 1985, a atriz concordou em emprestar seus traços ao símbolo da República francesa após uma votação entre os franceses que a apontava como a mulher mais bonita da França:

“Sempre resisti à mumificação. Com exceção do busto da Marianne: achei legal porque foi uma votação popular e então a República é importante para mim."
Ela também doa os direitos que lhe são devidos pela representação de sua imagem para a Anistia Internacional. Naquela época, Catherine Deneuve recusou muitos projetos no cinema e aqueles nos quais ela estava interessada, como uma adaptação de um thriller de Jean-Patrick Manchette por Jean-Luc Godard, uma adaptação de La Chambre bleue por Georges Simenon por Maurice Pialat, ou uma comédia original sobre moda de Jean-Paul Rappeneau com Isabelle Adjani, não viram a luz do dia.
Ela finalmente encontrou seu caminho para os sets em 1986 com o filme policial Le Lieu du crime de André Téchiné, onde o diretor a fez interpretar "uma mulher, digamos, irracional, um pouco louca, um pouco imatura" para o maior prazer da atriz:

"Fiquei emocionado, tive o mesmo tipo de felicidade lendo o roteiro e fazendo este filme como ao filmar Le dernier métro. Tive a certeza, quanto a mim e ao que gosto no cinema, que foi um verdadeiro encontro com um papel, com um filme, com alguém por quem temos mais do que estima. Não é frequente acontecer comigo, porque, mesmo gostando dos meus filmes, nem sempre tenho esse estado de prazer ao filmar, nem tão intensamente. Não houve um dia em que não sentisse esse prazer."

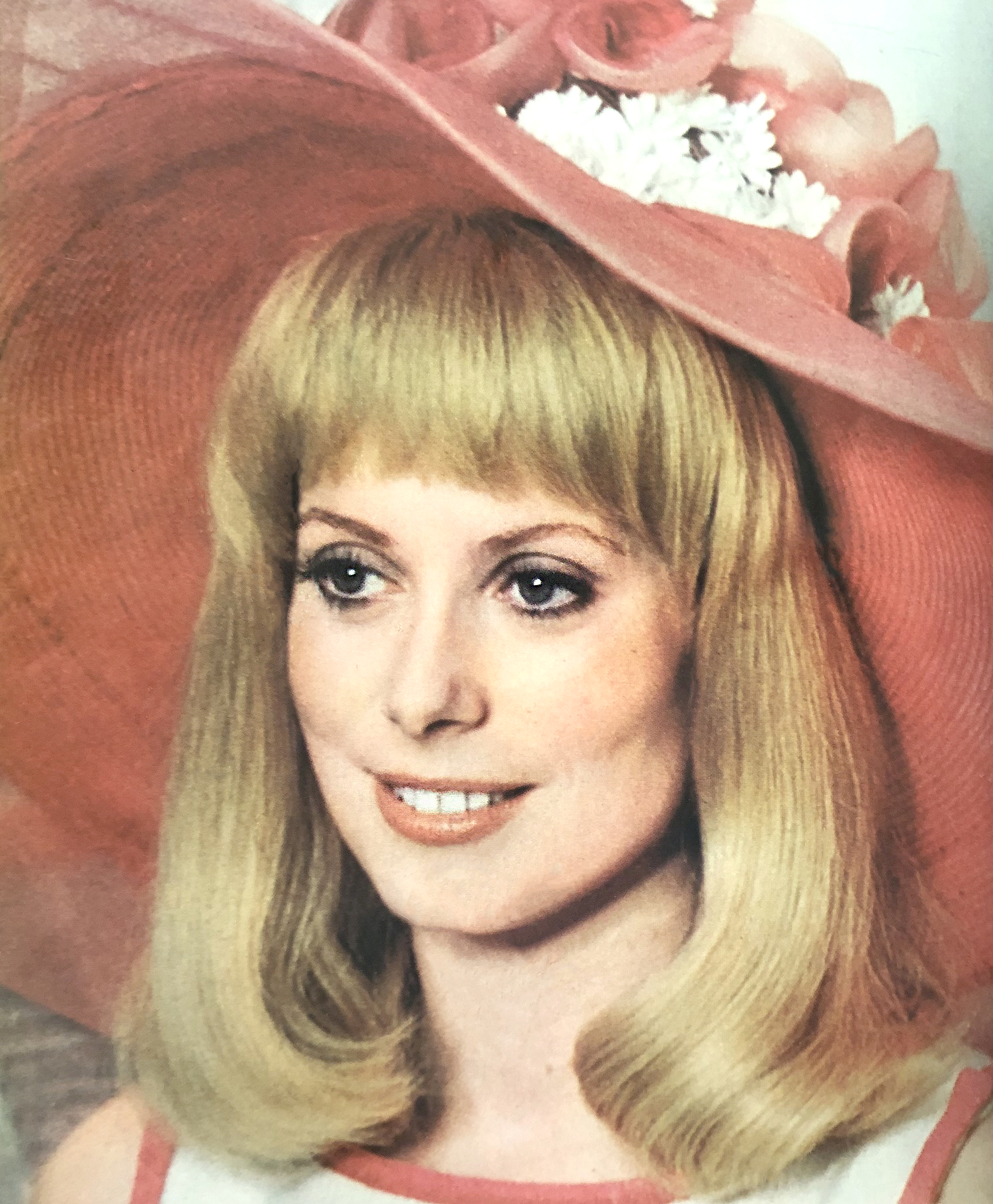
Catherine Deneuve no filme Les Demoiselles de Rochefort, 1967.

Apresentado em competição na 39ª edição do Festival de Cinema de Cannes, o filme conquistou a crítica e Catherine Deneuve foi elogiada por sua atuação. Assim, Cinématographe acredita que a atriz “atinge uma comovente provincialização e encontra aqui seu melhor papel em um emprego trágico. Com os cabelos molhados, ela chega aos velhos paroxismos onde souberam se mostrar Ingrid Bergman e Anna Magnani".
Em 1987, Catherine Deneuve estrelou no thriller de Jean-Pierre Mocky, Agent trouble, filmado de forma relativamente rápida e com baixo orçamento. A atriz concorda em prejudicar sua imagem de estrela glamorosa ao usar óculos, uma peruca vermelha e um terno sóbrio para interpretar uma sábia curadora de museu que se vê arrastada, apesar de tudo, para um caso de Estado. Seu desempenho foi mais uma vez aclamado por unanimidade pela crítica. A revista de cinema Première acha-a “perfeita, como sempre, conduzindo a trama e o filme a toda velocidade. Sabíamos que ela se sentia muito à vontade na comédia e ficamos surpresos que os roteiristas não pensem nela com mais frequência para esse tipo de composição".
No ano seguinte, Catherine Deneuve se reuniu com Gérard Depardieu para a comédia dramática Drôle d'endroit pour une rencontre, o primeiro longa-metragem de François Dupeyron. Ela interpreta uma mulher abandonada pelo companheiro na área de descanso de uma rodovia, em uma noite de inverno, e que encontra um motorista que teve uma pane:

"Tive uma experiência difícil, mas que acabou ainda assim por ser positiva, com François Dupeyron. O roteiro foi maravilhoso. A filmagem foi muito difícil, porque ele teve problemas para dirigir seus atores. Após as tomadas, ele não conseguia expressar o que estava errado. Foi uma confusão terrível, e sofri muito nesse filme, que gosto muito, com seus erros e suas fragilidades. É um filme muito cativante e muito original, mas a filmagem foi muito difícil."
Apesar de uma recepção crítica ditirâmbica, o público não está na mesma frequência. A revista Cahiers du cinéma estima que "Raramente um casal de cinema foi tão sincronizado em seu jogo duplo de atração e repulsão. Em Dans Drôle d’endroit pour une rencontre, Catherine Deneuve e Gérard Depardieu simultaneamente – e de forma sublime – dão a impressão de estar no topo (de sua arte), deixando, nas laterais, a sensação de vazio, do buraco escancarado. Esse ponto de equilíbrio – que também é, de certa forma, um ponto limite – é chamado simplesmente de perfeição".

### Anos 1990

#### Consagração e segundo César comIndochine
Em um momento em que lutava para encontrar um roteiro que a surpreendesse, Catherine Deneuve se emocionou ao ler Indochine de Régis Wargnier, escrito especialmente para ela e construiu tanto a escrita do roteiro quanto financeiramente sobre sua presença:

“Tive a mesma emoção ao ler o roteiro de Le dernier métro. Foi uma verdadeira história romântica, com fortes relações entre os personagens, ambientada em um país, uma época e um contexto político sobre os quais te contam coisas, sem que essas informações tenham precedência sobre a própria trama."
Superprodução a par de obras hollywoodianas como E o Vento Levou, Doutor Jivago ou Out of Africa, Indochine mostra os horrores do colonialismo francês sofrido pelos nativos, ao mesmo tempo que se junta à visão nostálgica e fantástica de L'amant e Diên Biên Phû. Catherine Deneuve interpreta Éliane Devries que, na década de 1930, dirigia firmemente uma plantação de borracha. Enquanto seu único laço sentimental é Camille, uma princesa órfã anamesa que ela adotou, e as duas mulheres se apaixonam por um jovem oficial da marinha. Produzido com um orçamento de 120 milhões de francos, o filme, rodado ao longo de três meses entre Hanói e Penang, é para a atriz “uma grande recordação de filmagem, uma aventura verdadeiramente maravilhosa, humana, profissional e sentimentalmente. Foi uma filmagem muito excepcional.”
O filme, lançado em 1992, é um sucesso mundial considerável, especialmente com mais de três milhões de ingressos na França; e permite a Catherine Deneuve obter um segundo César de melhor atriz. A atriz, já muito popular entre os americanos e descrita como "tesouro nacional francês" pela revista Vanity Fair, também é indicada ao Oscar por sua atuação, reconhecimento que poucas atrizes francesas conseguiram obter.
Em 1993, Catherine Deneuve se reuniu com André Téchiné para Ma saison préférée. O filme, onde contracena com Daniel Auteuil, descreve a relação fusional entre um irmão e uma irmã quando a mãe enlouquece. Apesar de um assunto complexo, a filmagem ocorre, segundo Catherine Deneuve, em:

“[U]ma suavidade incrível. E justamente porque acho que o filme foi difícil, para nós, entre outras coisas, pela relação com a mãe. Todos se sentem direta ou indiretamente afetados por esta relação direta, simples, violenta e apaixonada entre os filhos e a mãe; acho que até para o André foi doloroso e difícil, assim como para toda a equipe. Há sempre uma forma de sofrimento nas relações íntimas. É só numa relação muito "empolada" que conseguimos manter os sinais externos que impedem explosões emocionais, certas palavras que magoam."

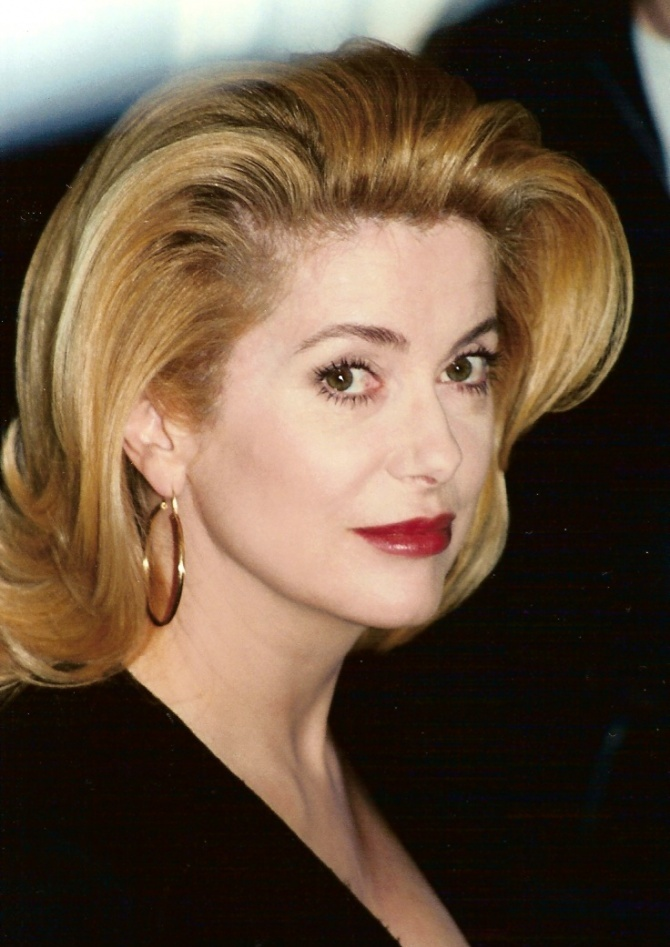
Catherine Deneuve em 1995.

Ma saison préférée teve algum sucesso de público, com mais de um milhão de admissões, mas também de crítica, após a sua apresentação no 46º Festival de Cinema de Cannes, onde a atuação de Catherine Deneuve foi unânime ao ponto da imprensa a pressionar para um prêmio de interpretação. Ela também recebeu sua sétima indicação ao César de melhor atriz. No ano seguinte, ela aceitou a vice-presidência do júri de Clint Eastwood no 47º Festival de Cinema de Cannes, mas só tinha memórias confusas disso, acreditando que havia "uma pressão louca e poucas trocas ou discussões". A Palma de Ouro é concedida a Pulp Fiction de Quentin Tarantino. Alguns anos depois, a atriz admitirá ter aceitado essa função na esperança de convencer Eastwood a contratá-la para seu filme The Bridges of Madison County, papel que acabou sendo interpretado por Meryl Streep.
Em 1995, Catherine Deneuve é uma das muitas personalidades a aparecer em Les cent et une nuits de Simon Cinéma de Agnès Varda e ao lado de Robert De Niro. Depois vem O Convento de Manoel de Oliveira, também protagonizado por John Malkovich, um filme à Buñuel que a atriz considera “impossível resumir. Para um ator é até quase impossível falar sobre isso, é um filme de autor no sentido mais forte da palavra”.
No ano seguinte, a atriz volta a atuar sob a direção de André Téchiné. Les Voleurs conta a história de um policial solitário, interpretado por Daniel Auteuil, rejeitado por sua família, incluindo seu pai e irmão, que são ladrões de carros. A crítica é cheia de elogios à atriz, que interpreta uma professora de filosofia homossexual no filme. Assim, o Cahiers du Cinéma a considera "verdadeiramente sublime, abandonada ao seu papel, longe de qualquer preocupação narcísica pela idealização de sua imagem, e que, mesmo nas cenas mais duras, consegue dobrar a gravidade de seu personagem com uma espécie de alegria maliciosa, uma leve alegria que não se sabe se tempera a emoção e a torna suportável, ou se a multiplica por dez".

#### Mais projetos pessoais
Ainda em 1996, Catherine Deneuve aceitou pela primeira vez evocar publicamente a memória da sua irmã Françoise Dorléac através de um documentário, dirigido por Anne Andreu, e de um livro, co-escrito com Patrick Modiano, ambos intitulados Elle s'appelait Françoise:

"Se aceitei, trinta anos depois, foi primeiro porque tinha muita confiança na diretora e depois porque senti nessa altura a necessidade de dar à minha irmã mais espaço na memória do público. É verdade que eu poderia ter feito isso antes, mas… você tem que acreditar que eu não estava pronta. Você não sabe por que um dia se torna possível falar, é assim. Também pensei em todos os que sofrem, uma criança, um irmão, uma irmã. Senti a necessidade de deixar as pessoas saberem sobre o desgosto que isso representa."
Em 1997, Catherine Deneuve filmou pela primeira vez com o diretor chileno Raoul Ruiz por ocasião do thriller psicanalítico Genealogias de um crime, onde desempenhou um papel duplo. Apesar dos elogios da imprensa e da obtenção do Urso de Prata na 47ª edição do Festival Internacional de Cinema de Berlim, o filme não caiu nas graças do público. No ano seguinte, a Berlinale a presenteou com um Urso de Ouro Honorário por toda a sua carreira. Ainda em 1998, o sucesso voltou a estar no encontro de Catherine Deneuve com o drama Place Vendôme, de Nicole Garcia. Seu papel como uma joalheria alcoólatra à deriva lhe rendeu a Copa Volpi de melhor atuação feminina na 55ª edição do Festival Internacional de Cinema de Veneza.
Depois de um longo período marcado pela alternância entre o cinema de autor e papéis muitas vezes trágicos, ela voltou à comédia com Belle Maman, o primeiro dos cinco filmes em que estrelou em 1999. Ela interpretou uma mãe cujo genro se apaixona enquanto ele se prepara para se casar com sua filha. Ela então desempenha um papel coadjuvante em Le Vent de la nuit de Philippe Garrel, o de uma mulher casada que se apega a seu jovem amante como sua última chance de encontrar a felicidade. Motivada mais uma vez pela curiosidade, Catherine Deneuve envolve-se no mesmo ano no universo de Leos Carax e permite que este monte o financiamento do seu filme Pola X:

'Sempre estive convencida de que Carax era um autêntico cineasta. Foi isso que me atraiu. Eu queria experimentar a experiência de filmar com esse homem complicado, misterioso e orgulhoso. Mesmo que eu fosse sensível à ideia dessas relações um tanto incestuosas entre uma mãe e seu filho, confesso que o cenário por si só não teria me convencido. E então, na medida do possível, também quis ajudar seu projeto que eu sabia estar em grandes dificuldades. Antes de assinar o meu contrato, concordei em rodar um trailer que ele apresentou em Cannes de forma a obter o financiamento necessário para os efeitos especiais do filme."
Catherine Deneuve terminou o ano reunindo-se com Raoul Ruiz para Le Temps retrouvé, depois Régis Wargnier com Est-Ouest, sempre em papéis secundários. Considerada mundialmente como uma das mulheres mais bonitas e uma das maiores atrizes francesas dos últimos quarenta anos, ela goza de notoriedade internacional e de uma filmografia excepcional. A maioria dos grandes diretores europeus recorreu a ela, associando definitivamente o seu nome à história do cinema na segunda metade do século XX. A UNESCO a escolheu como embaixadora da preservação do patrimônio cinematográfico em 1999.

### Anos 2000

#### Retorno à comédia musical

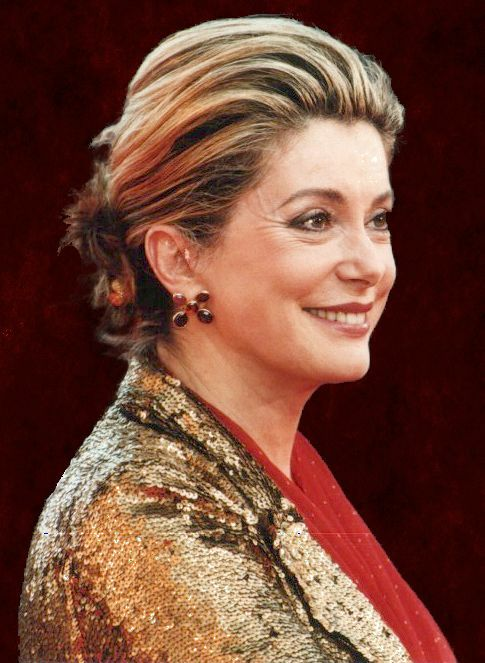
Catherine Deneuve em 2000.

Chocada com o filme Breaking the Waves de Lars von Trier, Catherine Deneuve envia uma carta a este último, manifestando seu desejo de trabalhar com ele. O diretor então ofereceu a ela um papel, inicialmente escrito para uma atriz negra americana, em seu novo filme Dançando no Escuro.
A história segue a jornada de uma jovem emigrante tcheca e mãe solteira que, à beira de ficar cega, se esforça para levantar os fundos necessários para pagar a operação que permitirá que seu filho, que sofre da mesma deficiência, escape dela. O papel principal e a trilha sonora são confiados à cantora islandesa Björk. A filmagem é marcada pela relação conflituosa que esta mantém com Lars Von Trier. Defendendo sua parceira, Catherine Deneuve explica:

“Foi um teste para ela se encontrar na frente de todos. Björk não estava brincando, ela estava apenas sendo. Às vezes, ela não suportava mais a pressão imposta a ela para viver seu papel dessa maneira e fugia como uma colegial. Claro, às vezes eu ficava confusa, desanimada. Eu a protegi muito. Ela é única e, acho, extremamente tímida, está acostumada a trabalhar em um mundo íntimo."
O filme, que sobrepõe os códigos do melodrama e da comédia musical, teve uma acolhida triunfal após sua apresentação na 53ª edição do Festival de Cinema de Cannes, durante a qual conquistou a Palma de Ouro.
No ano seguinte, após uma participação em Vou para Casa de Manoel de Oliveira e uma aparição na comédia Absolument fabuleux com Josiane Balasko e Nathalie Baye, Catherine Deneuve interpretou uma personagem rainha em duas produções: Le Petit Poucet de Olivier Dahan, com o qual ela redescobre o mundo dos contos de fadas, e The Musketeer, um filme americano de capa e espada que ela considera, assim como a crítica, desinteressante. Em 2002 estreou nos cinemas 8 Mulheres de François Ozon, um dos filmes mais populares da carreira de Catherine Deneuve. Este filme bem humorado, kitsch e venenoso à porta fechada, adaptado de uma comédia policial do teatro de boulevard, se passa na década de 1950 e reúne um elenco exclusivamente feminino a exemplo de Mulheres de George Cukor.
Entre as oito estrelas convidadas a responder a Catherine Deneuve estão Isabelle Huppert, Fanny Ardant, Emmanuelle Béart e Danielle Darrieux. O filme, que foi um grande sucesso de crítica e público, recebeu o Urso de Prata de melhor contribuição artística por sua distribuição no Festival de Berlim de 2002. No ano seguinte, a sua participação em Um Filme Falado marca a sua terceira e última colaboração com Manoel de Oliveira, uma vez que recusará a sua oferta para interpretar Belle Toujours, a sequela que ele imaginou para Belle de jour e da qual Bulle Ogier acabará por assumir o papel.
Catherine Deneuve fez então sua estreia na televisão com dois projetos sucessivos. Ela foi seduzida pela primeira vez por uma adaptação moderna de Les liaisons dangereuses, filmada em forma de minissérie por Josée Dayan. Ela personifica o caráter sulfuroso da Marquesa de Merteuil, ao lado de Danielle Darrieux, Rupert Everett e Nastassja Kinski. Anunciado inicialmente como um evento, o projeto, várias vezes reeditado, revelou-se uma decepção tanto de crítica quanto de público, atraindo pouco mais de cinco milhões de telespectadores quando foi ao ar, abaixo das pontuações usuais para as ficções de Josée Dayan. Por seu lado, Catherine Deneuve guarda uma amarga memória desta experiência:

“Fiquei muito descontente com a sua divulgação. E foi uma sabotagem incrível! Por exemplo, o fato de Ruppert Everett ser dublado, embora seu francês fosse compreensível. A discussão com a rede não foi possível. A emissora tem todos os direitos. Eu fui enrolada em farinha. Eu não estou pronta a esquecer isso."
A atriz então interpretou Marie Bonaparte, sobrinha-neta de Napoleão I e discípula de Sigmund Freud, no telefilme Princesse Marie, de Benoît Jacquot, exibido em 2004 em duas partes no canal Arte. Catherine Deneuve foi então anunciada para o elenco da comédia americana I Heart Huckabees de David O. Russell, também estrelada por Dustin Hoffman, mas acabou desistindo do projeto, sentindo-se impossibilitada de continuar as filmagens. No mesmo ano, depois de se reunir com André Téchiné para um quinto filme, Les Temps qui change, em que o cineasta reconstitui o seu casal cinematográfico com Gérard Depardieu, foi-lhe oferecida uma curta participação no filme Rois et Reine de Arnaud Desplechin. Enquanto ela se prepara para recusar o papel, seu encontro com o diretor a faz mudar de ideia:

"Ele fala tão bem de cinema... Com ele a gente filma rápido, é muito surpreendente, deslumbrante. Ele é falador, procura, retoma, a gente não pára. Ele me ofereceu uma cena que dá o máximo prazer de jogar com duas pessoas."

#### Uma atriz lucrativa
O ano de 2005 foi marcado pelo lançamento de Palais royal!, uma sátira à monarquia dirigida por Valérie Lemercier, que obteve grande sucesso comercial e de crítica. Em sua crítica do filme, a revista Les Inrockuptibles acredita que, para esta "graciosa e pessoal comédia popular, não havia escolha melhor do que Catherine Deneuve para encarnar a rainha-mãe deste reino de fantasia brilhante. Nesse trabalho, que exige uma habilidade cômica que ela tem poucas oportunidades de explorar (com Rappeneau, claro, às vezes com Téchiné), ela é simplesmente brilhante, ora amarga, quebradiça, sarnenta." Também em 2005, Catherine Deneuve recebeu uma Palma de Ouro honorária no 58º Festival de Cinema de Cannes por toda a sua carreira.
No ano seguinte, ela fez uma aparição notável na série americana Nip/Tuck. Em um episódio, ela interpreta o papel de uma mulher que deseja que as cinzas do marido sejam incorporadas aos implantes mamários. Ela então compartilhou o pôster da comédia dramática Le Héros de la famille de Thierry Klifa, em particular com Gérard Lanvin e Emmanuelle Béart. Ainda em 2006, presidiu ao júri do 63º Festival de Cinema de Veneza, que atribuiu o Leão de Ouro ao filme Still Life de Jia Zhangke. No próximo filme lançado em 2007, Après lui de Gaël Morel, ela interpreta uma mulher quebrada que acaba se aproximando do melhor amigo de seu filho, involuntariamente responsável por sua morte após um acidente de carro, para lamentar. A princípio, a atriz hesitou em embarcar na aventura, por causa da dor e da violência do cenário, que a lembrava da morte da irmã Françoise:

"Não gosto que o pessoal ou o íntimo se misturem com a ficção. Eu temo acima de tudo a indecência da coisa. Mas ou tememos a dor que a filmagem vai causar, ou esperamos evacuar as más ideias e nos livrar das más lembranças. Tomei minha decisão esperando que fosse a certa."
O filme recebe uma boa recepção da crítica, escreve a revista Les Inrockuptibles:

"Para além da sua abordagem singular e comovente à obra do luto, Après lui deve o seu sucesso aos atores, todos muito bons, e em particular a Catherine Deneuve, que aqui abandona a sua panóplia de glamorosa estrela para ir para o carvão num papel de mulher borderline que passa por todos os estados de desestabilização afetiva: uma performance um tanto vertiginosa que também faz deste filme um poderoso documentário sobre Deneuve, uma atriz em majestade."
No mesmo ano, Catherine Deneuve emprestou sua voz a um dos personagens do filme de animação em preto e branco Persépolis, dirigido por Vincent Paronnaud e Marjane Satrapi, e adaptado da história em quadrinhos autobiográfica desta última. O filme foi alvo de várias polêmicas e proibições quando foi lançado, principalmente em países muçulmanos, mas mesmo assim alcançou grande sucesso internacional, coroado por dois Césars e uma indicação ao Oscar.

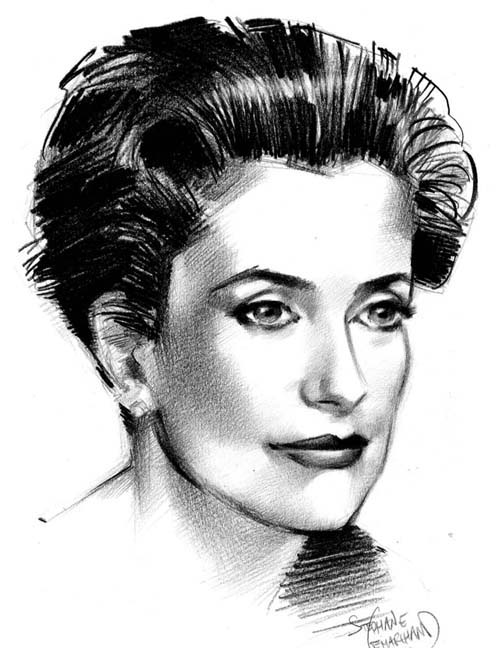
Retrato de Catherine Deneuve desenhado com lápis preto em 2000.

Em 2008, Catherine Deneuve se reuniu com o diretor Arnaud Desplechin para o drama familiar Un conte de Noël, ao estilo Bergman, no qual interpretou o papel de uma mulher que sofria de uma leucemia rara que requeria um transplante de medula óssea e cujo único doador compatível entre todos os seus família é seu filho, banido da família, a quem ela não hesita em dizer que nunca o amou. Apresentado em competição na 61ª edição do Festival de Cinema de Cannes em 2008, o filme não foi premiado, mas Catherine Deneuve obteve um prêmio especial do júri por toda a sua carreira (em conjunto com Clint Eastwood); ela então agradece especificamente a Arnaud Desplechin, enfatizando que ela "sempre vai querer continuar fazendo filmes enquanto houver alguns diretores raros como ele" e, sobre o filme, diz que ela "ainda está feliz por poder fazer filmes como esse".
No mesmo ano, Catherine Deneuve apresentou também em Cannes, na secção Un certain regard, o documentário experimental Je veux voir, dos cineastas Joana Hadjithomas e Khalil Joreige, que narra a descoberta do Líbano por uma atriz francesa. A filmagem, que deixa grande parte ao improviso, decorre pouco depois do conflito israelo-libanês de 2006 e é, para Deneuve, uma forma de “marcar época. Parecia-me mesmo importante que os cineastas filmassem o país depois destes acontecimentos, antes de tudo ser reconstruído”. Lançada no mesmo ano, a comédia Mes stars et moi é o filme que Catherine Deneuve mais se arrepende de ter feito. Ainda em 2008, a atriz apareceu no clipe ilustrando a música Figures imposées do cantor Julien Doré.

### Anos 2010

#### Sucessos comerciais
Catherine Deneuve experimentou um de seus maiores sucessos populares em 2010 com a comédia Potiche, para a qual encontrou o diretor François Ozon. Adaptação de uma peça de boulevard numa mistura de humor e kitsch análoga ao espírito de 8 Mulheres, o filme centra-se na emancipação de uma dona de casa burguesa nos anos 1970. Apresentado na 67ª edição do Festival de Cinema de Veneza, não ganhou nenhum prêmio, mas foi bem recebido pela crítica e pelo público francês, com mais de dois milhões de ingressos. Para a revista Les Inrockuptibles, o diretor consegue:

“capturar uma atriz no auge de sua fama. Estrela do passado tomada por jovens diretores cinéfilos, atriz de um presente puro muitas vezes mais cool que muitas de suas irmãs mais novas, Deneuve torna-se em Potiche uma criatura do futuro passado: aquela que, no passado, vai mudar as coisas, modificar mentalidades e a percepção da mulher em uma sociedade ainda patriarcal. Este ponto de encontro entre uma atriz (intemporal) e a sua personagem faz de Potiche não só uma comédia alerta e em ressonância com os tempos, mas um sublime manifesto feminista, que se soma a todos os já produzidos por Ozon."
Indicada ao César de melhor atriz por sua atuação, Catherine Deneuve compareceu à cerimônia antes de boicotar definitivamente a Academia, explicando que não tinha “consideração suficiente” pela instituição: “As regras de votação não são claras o suficiente, a noite não é festiva e toda a profissão não está representada lá.” No mesmo ano, participou do documentário Catherine Deneuve, belle et bien là, dirigido por Anne Andreu, no qual revisitou as principais etapas de sua carreira. Para o Le Monde, o filme:

"valoriza-se na maneira respeitosa, mas justa, com que o realizador, valendo-se de filmes e arquivos fotográficos, reconstitui a trajetória desta imensa atriz, a sua absoluta singularidade, as suas transformações e, no final do relato, a força indomável que lhe permitiu, por diversas vezes ao longo da sua carreira, reinventar-se".

Depois de desempenhar um papel coadjuvante no thriller psicológico L'Homme qui voulait vivre sa vie, que a vê contracenar com Romain Duris, Catherine Deneuve atua novamente sob a direção de Thierry Klifa no drama Les Yeux de sa mère. Ela interpreta uma apresentadora de telejornal presa por um escritor carente de inspiração que interfere em sua privacidade para filmar uma obra escandalosa. A atriz apresenta então, durante a 64ª edição do Festival de Cinema de Cannes em 2011, Les Bien-aimés de Christophe Honoré, que lhe permite reencontrar o filme musical. No mesmo ano, Catherine Deneuve participou do show Taratata onde cantou título L-O-V-E de Nat King Cole, em dueto com Julien Doré.

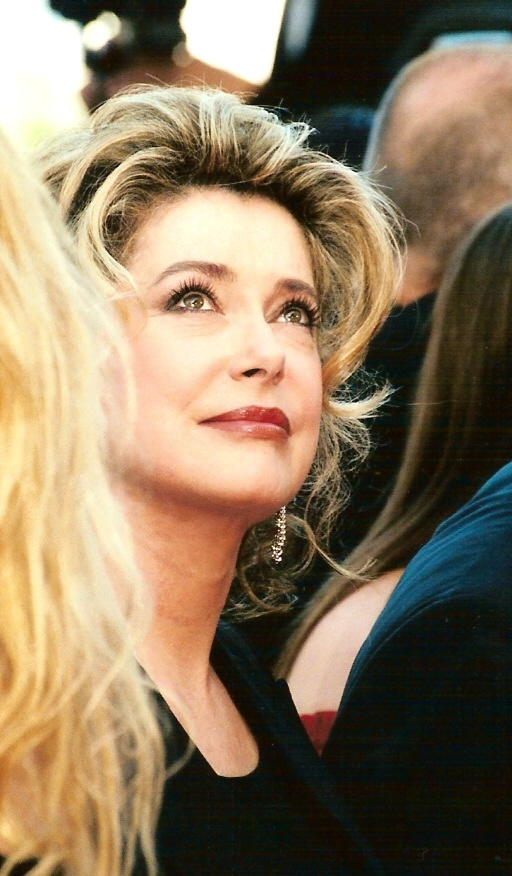
Catherine Deneuve no Festival de Cinema de Cannes de 1999.

Em 2012, Les Lignes de Wellington, obra romântica e pictórica ambientada durante a terceira invasão napoleônica de Portugal, marcaria sua terceira colaboração com Raúl Ruiz, mas este último morreu pouco antes das filmagens. O filme finalmente é dirigido por Valeria Sarmiento, sócia do diretor. No mesmo ano, Catherine Deneuve desempenhou o papel de Cordélia, a Rainha da Bretanha, em Astérix e Obélix: Ao Serviço de Sua Majestade, a quarta adaptação cinematográfica das aventuras de Astérix, antes de interpretar Catarina II da Rússia no filme greco-russo, Deus ama caviar, também com John Cleese. Ainda em 2012, a loja de departamentos Le Bon Marché homenageou a atriz dedicando-lhe suas vitrines, onde ela foi encenada por meio de dez ilustrações pop art de Marjane Satrapi. Nesta ocasião, ela participa de um curta-metragem documental de Loïc Prigent, Catherine Deneuve Rive Gauche, no qual ela revela seus lugares favoritos na Rive Gauche.
Em Elle s'en va, um filme de estrada escrito especialmente para ela e dirigido por Emmanuelle Bercot, Catherine Deneuve interpreta uma mulher que decide deixar tudo para trás e cruza os caminhos da França onde vai da descoberta ao encontro, cada um mais singular do que outros. Lançado em 2013, o filme foi geralmente bem recebido pela crítica, em particular pela revista Les Inrockuptibles que vê “entre o colorido filme de estrada hexagonal e a comédia romântica sênior, uma delicada ode à paleta infinitamente matizada de Catherine Deneuve”. No mesmo ano, a atriz emprestou sua voz para um dos personagens do filme de animação Monsters University. Seu dueto com Gustave Kervern na comédia dramática Dans la cour, lançada em 2014, foi aclamado por unanimidade pela crítica, que o considerou o filme de maior sucesso de Pierre Salvadori. Pelo contrário, uma sétima colaboração com André Téchiné, L'Homme qu'on aimait trop, despertou pouco entusiasmo. O ano de 2014 termina com uma participação no drama Trois Cœurs de Benoît Jacquot, com destaque para Chiara Mastroianni e Charlotte Gainsbourg, em seguida, a presidência do 25º Festival de Cinema Britânico Dinard, durante o qual seu júri concedeu o Hitchcock de ouro ao filme The Goob de Guy Myhill.
Catherine Deneuve aparece em dois filmes apresentados na 68ª edição do Festival de Cinema de Cannes em 2015: o drama La Tête haute e a comédia de humor negro Le Tout Nouveau Testament. O primeiro filme, que marca a sua segunda colaboração com a diretora Emmanuelle Bercot, é apresentado na abertura do Festival. Ela interpreta uma juíza juvenil que tenta incansavelmente salvar um jovem delinquente, interpretado por Rod Paradot. Em Le Tout Nouveau Testament, ela interpreta uma personagem excêntrica que tem um relacionamento adúltero com um gorila.
No ano seguinte, Catherine Deneuve causou sensação ao subir ao palco na cerimônia de abertura da 69ª edição do mesmo Festival. Acolhida por uma ovação de pé, a atriz troca um beijo lânguido com o mestre de cerimônias Laurent Lafitte, antes de desaparecer sem ter pronunciado uma única palavra. No mesmo ano, ela se tornou a primeira mulher a receber o Prêmio Lumière, que premia uma personalidade do cinema por toda a sua carreira. Ela aproveita a oportunidade para homenagear o mundo agrícola dedicando seu prêmio “a todos os agricultores da França”. Ainda em 2016, a atriz participou de um curta-metragem pela Arte, Catherine Deneuve lê moda, onde interpretou várias séries de "tweets inventivos, escandalosos, absurdos e engraçados" diante das câmeras, coletadas pelo jornalista e documentarista especializado Loïc Prigent nos bastidores ou nas fileiras dos desfiles.

#### Rainha do cinema independente
Em 2017, Catherine Deneuve estrela três filmes. Ela co-estrelou com Catherine Frot na comédia dramática Sage femme, dirigida por Martin Provost. Selecionado fora da competição da 67ª edição do Festival Internacional de Cinema de Berlim, o filme narra a improvável reaproximação de duas mulheres completamente opostas.
A atriz reencontra Gérard Depardieu, pela décima vez em sua carreira, por ocasião da comédia Bonne Pomme. Em seguida, o thriller Tout nous sépare, sua terceira colaboração com o diretor Thierry Klifa, a coloca contra o rapper Nekfeu. Se a crítica às vezes elogia a atuação dos dois atores, deplora a falta de credibilidade do filme que os une. No ano seguinte, ela desempenhou um papel coadjuvante na comédia dramática Mauvaises herbes, dirigida pelo comediante Kheiron.
Catherine Deneuve interpreta o papel-título em La Dernière Folie de Claire Darling. Terceiro filme de ficção da documentarista Julie Bertuccelli, a história é a de uma mulher que acorda uma manhã com a convicção de que vai viver seu último dia e decide, antes de desaparecer, organizar uma venda de garagem para se livrar de todos os móveis e objetos de valor. Também em 2018, presidiu ao júri do 30º festival Premiers Plans em Angers.
Seu oitavo filme com André Téchiné, L'Adieu à la nuit lançado em 2019, conta a história da luta de uma avó que tenta impedir que seu neto vá à Síria para travar a jihad. No mesmo ano, ela apareceu no filme coral de Cédric Kahn, Fête de famille. Também em 2019, Catherine Deneuve roda sob a direção do japonês Hirokazu Kore-eda que, com La Vérité, assina seu primeiro longa-metragem francês. Ela interpreta Fabienne, uma grande estrela de cinema, que ao publicar suas memórias recebe a visita de sua filha, interpretada por Juliette Binoche. Apresentado na 76ª edição do Festival Internacional de Cinema de Veneza, o filme é geralmente bem recebido pela crítica, em particular pelas atuações dos atores. Assim, a revista Première considera Catherine Deneuve “absolutamente magistral”, tal como a Variety que julga a sua atuação “magnífica: grandiosa, sutil, comovente e intrépida”. A revista L'Obs, embora considere não ser o melhor filme do cineasta, é da mesma opinião em relação à atriz:

"Este é o melhor retrato, em ângulo, de Catherine Deneuve, hoje sobrecarregada pela sua lenda, forçada a esconder sempre os seus sentimentos, e trabalhadora compulsiva – como se cada novo papel lhe desse uma trégua temporária e cada filmagem, uma ilusória cura da juventude."
Também em 2019, Catherine Deneuve preside o júri do 45º Festival de Cinema Americano de Deauville.

### Anos 2020

#### Problemas de saúde
Em 2020, Catherine Deneuve protagoniza a maluca e louca comédia de aventura Terrible Jungle, ao lado de Jonathan Cohen e Vincent Dedienne, na qual interpreta uma antropóloga determinada a encontrar seu filho desaparecido, e cujas filmagens acontecem na ilha de Reunião, há mais de cinquenta anos depois de La Sirène du Mississipi.
Depois vem o drama De son vivant que lhe permite jogar uma terceira vez sob a direção de Emmanuelle Bercot. Ela assume o papel de uma mãe oprimida pelo câncer de seu filho, interpretado por Benoît Magimel. Em 5 de novembro de 2019, durante as filmagens, Catherine Deneuve sofreu um derrame isquêmico. Imediatamente atendida no estabelecimento onde estava filmando, o hospital Gonesse, foi tratada na Fundação Adolphe-de-Rothschild antes de iniciar sua convalescença no centro de reabilitação pós-traumática do Instituto Nacional de Inválidos. Na sequência deste acidente, que descreve como “bastante ligeiro” embora tenha levado a “consequências dolorosas”, Catherine Deneuve considera que se tornou “outra mulher, que tinha outra forma de ver, de pensar, de se mover" e considera ter tido "uma chance tremenda porque foi violento, rápido e curto". As filmagens, novamente adiadas devido à pandemia de Covid-19, foram finalmente retomadas em julho de 2020. O filme foi apresentado fora de competição na 74ª edição do Festival de Cinema de Cannes, durante o qual Catherine Deneuve, saudada por uma longa ovação de pé ao chegar à exibição, fazendo sua primeira aparição pública em quase dois anos.
Ela muda radicalmente de universo com o filme biográfico dedicado à ex-primeira-dama Bernadette Chirac intitulado Bernadette (2023). Esta é a terceira incursão da atriz francesa neste domínio depois de Mayerling em 1968 e Deus ama caviar em 2012.

## Vida privada

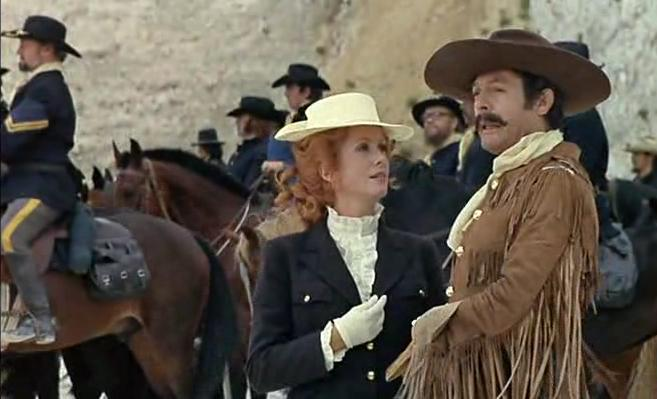
Catherine Deneuve e Marcello Mastroianni em Touche pas à la femme blanche! (1974).

Catherine morou com o diretor Roger Vadim, com quem teve um filho, Christian (nascido em 18 de junho de 1963). Eles então viveram na rue Vineuse, perto do Trocadéro, antes de se mudarem para o Quartier Latin. Em 18 de outubro de 1965, ela se casou com o fotógrafo David Bailey em Londres, e as testemunhas foram Mick Jagger e sua irmã Françoise Dorléac. Os dois se separaram dois anos depois mas o divórcio só foi finalizado em 1972. Ela então morou com Marcello Mastroianni, com quem teve uma filha, Chiara (nascida em 28 de maio de 1972, ela também uma atriz), depois com o empresário Bertrand de Labbey, que permaneceu seu agente, e com o jornalista Pierre Lescure na década de 1980.
Catherine Deneuve mora em Paris, no Quartier de Saint-Sulpice. Ela é dona de uma casa nos Edifícios Walter. Por trinta e cinco anos, ela também foi proprietária do Château de Primard em Guainville (Eure-et-Loir), vendido em 2018.
Durante muito tempo foi vestida por Yves Saint Laurent, com quem manteve uma intensa amizade, tendo este último a apelidado de seu “amuleto da sorte”. Em janeiro de 2019, ela se desfez de parte do guarda-roupa assinado pelo estilista em um leilão em Paris e na internet.

## Prémios e indicações

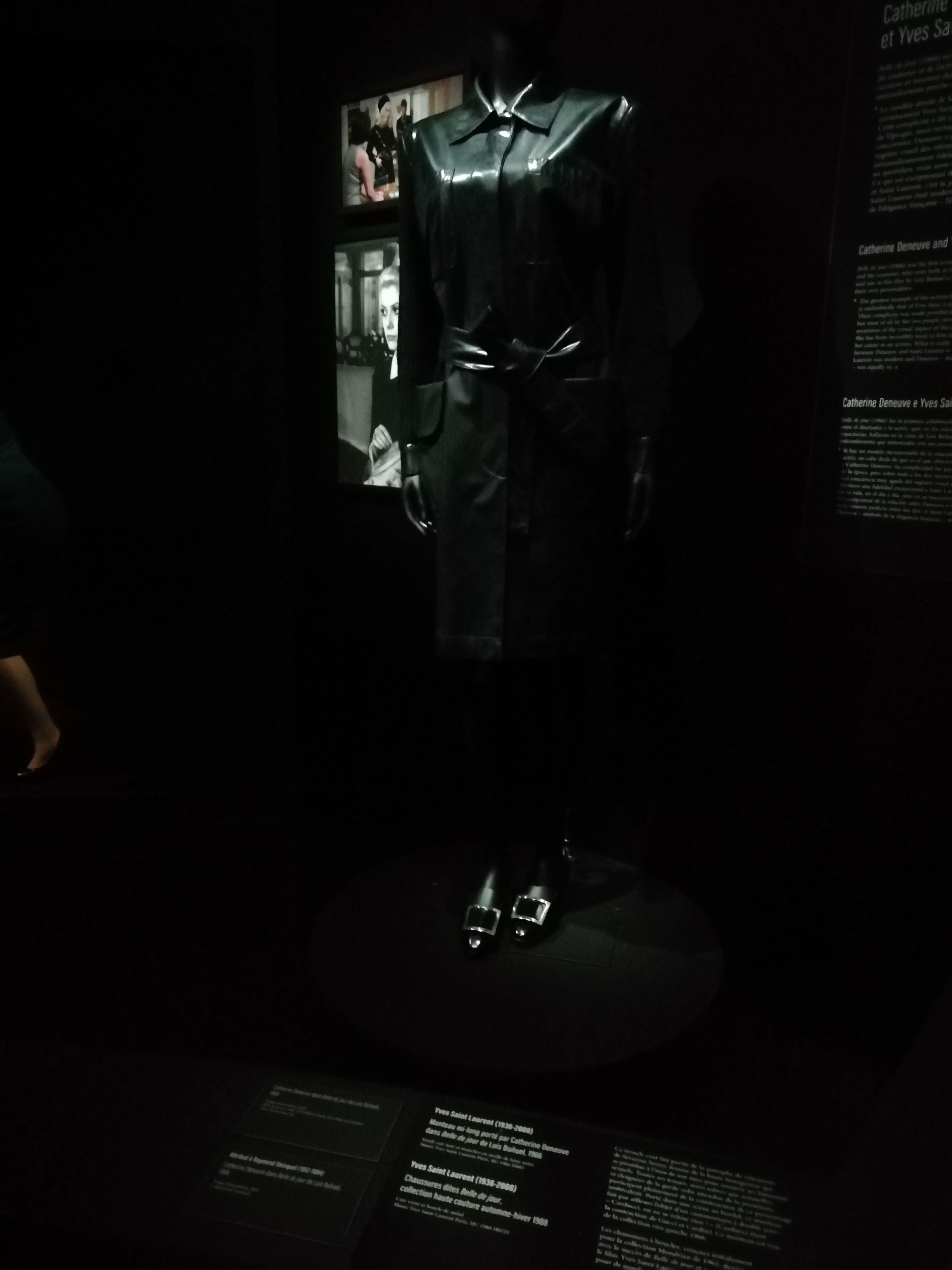
Traje usado por Catherine Deneuve em Belle de jour na exposição Cinémode da Cinémathèque française.

### Oscar
Indicação
- 1993 Melhor Atriz, Indochina

### BAFTA
Indicação
- 1969 Melhor Atriz, A Bela da Tarde

### Prêmio César
- 1981 Melhor Atriz, O Último Metrô
- 1993 Melhor Atriz, Indochina

Indicações
- 1976 Melhor Atriz, O Selvagem
- 1982 Melhor Atriz, Hôtel des Amériques
- 1988 Melhor Atriz, Agent trouble (1987)
- 1989 Melhor Atriz, Drôle d'endroit pour une rencontre
- 1994 Melhor Atriz, Minha Estação Preferida
- 1997 Melhor Atriz, Os Ladrões
- 1999 Melhor Atriz, Place Vendôme
- 2006 Melhor Atriz Co-adjuvante, Palais Royal!

### Golden Camera
- 1993 Por sua atuação no filme Minha Estação Preferida

### Moscow International Film Festival
- 1997 Contribuição ao mundo do cinema

### Satellite
Indicações
- 2001 Melhor Atriz Co-adjuvante, Drama, Dançando no Escuro[181]
- 2008 Melhor Atriz em Filme Comédia ou Musical, Um Conto de Natal

### Festival de Cinema de Veneza
- 1998 Melhor Atriz, Place Vendôme